# Istria
L'Istria (in croato e in sloveno Istra, in istrioto Eîstria, in latino Histria) è una penisola che si estende nel mar Adriatico per circa 3 600 km², situata tra il golfo di Trieste, le Alpi Giulie, le Alpi Dinariche e il golfo del Quarnaro.
Il territorio, appartenente  alla regione geografica italiana, fa parte dello Stato di Croazia per la maggior parte della sua estensione; una piccola parte dell'Istria, comprendente le città costiere di Ancarano, Isola, Portorose, Pirano e Capodistria, appartiene alla Slovenia, ed un'ulteriore minima parte, limitata all'incirca al territorio dei comuni di Muggia e di San Dorligo della Valle, si trova in territorio italiano.

## Geografia fisica

### Territorio

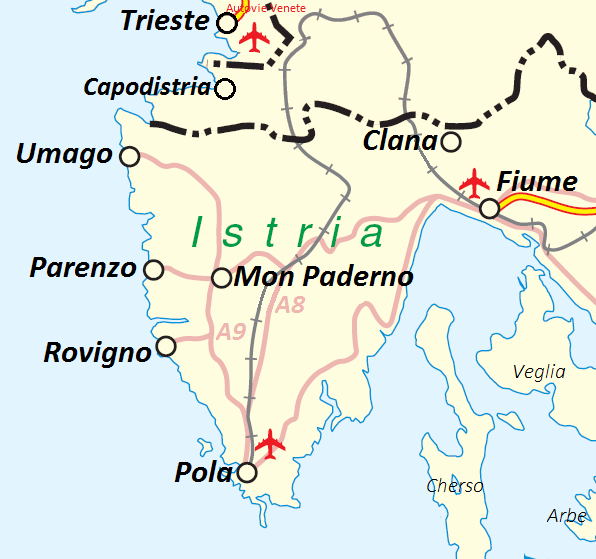
Trasporto in Istria

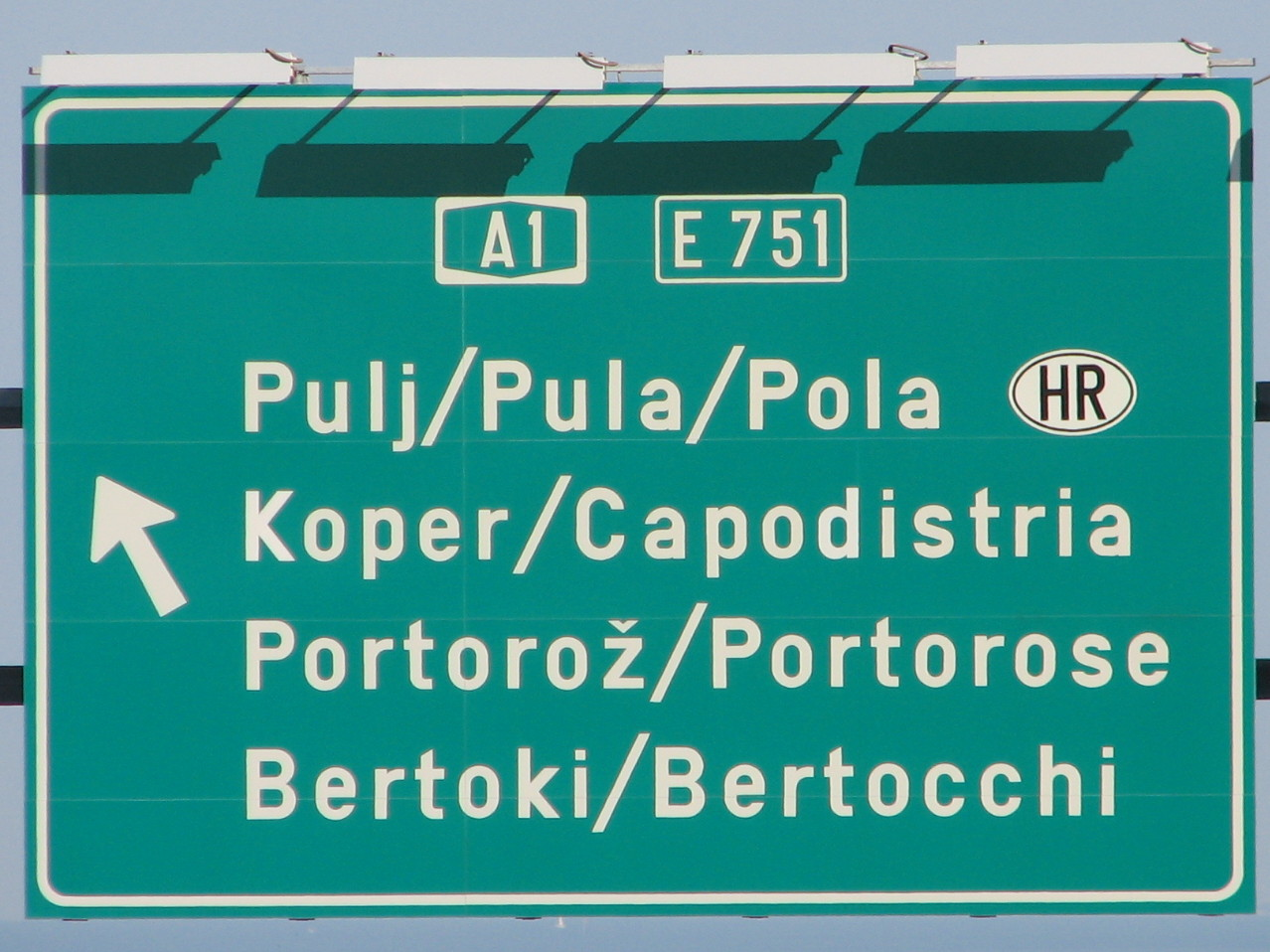
Cartello autostradale plurilingue presso Capodistria, Slovenia

La penisola ha forma triangolare e all'interno è delimitata dalla valle del Rosandra, dal valico di Erpelle-Cosina e dal solco di Castelnuovo d'Istria.
Si distinguono tre tipi di paesaggi, ognuno dominato da un colore caratteristico:
- L'Istria bianca, dominata da rocce calcaree e di morfologia montuosa, si eleva fino a 1396 m con il Monte Maggiore e si estende nelle zone settentrionali e orientali, quelle più scarsamente popolate[1]. È il paesaggio tipico della Cicceria.
- L'Istria gialla (o grigia), prende il suo nome dal colore dei suoi terreni ricchi di rocce sedimentarie quali argilla, marna, arenaria e calcaree[1]. Occupa la zona centrale della regione e si estende dal golfo di Trieste al Quarnaro.
- L'Istria rossa, che presenta uno strato di terra rossa poggiato su rocce calcaree, è un altopiano che si estende dalle zone meridionali e occidentali (le più densamente popolate) fino a raggiungere le coste[1].

I fiumi istriani hanno le loro sorgenti nell'Istria gialla. Sul versante occidentale troviamo il Rosandra, il Risano, il Dragogna e il Quieto mentre su quello orientale l'Arsa. Il Quieto, lungo 53 km, sorge nei pressi di Pinguente e sfocia nel Mare Adriatico, nelle vicinanze di Cittanova d'Istria.

### Clima
Lungo la costa prevale il clima tipicamente mediterraneo (Classificazione dei climi di Köppen), mentre verso l'entroterra si fa gradualmente sempre più continentale, per l'influsso dell'aria fredda proveniente dalle Alpi Giulie e dalle montagne circostanti. Le estati si presentano lunghe e asciutte, mentre gli inverni sono miti e gradevoli con rare nevicate.
La media annuale della temperatura dell'aria lungo la costa settentrionale è di 14 °C, mentre nella parte meridionale e nelle isole è di 16 °C. Gennaio è il mese più freddo con una media di 6 °C, mentre luglio e agosto sono i mesi più caldi con una temperatura che oscilla attorno ai 24 °C. Il periodo in cui la media giornaliera della temperatura dell'aria supera i 10 °C dura all'incirca 260 giorni all'anno e il tempo caldo, con apici giornalieri che superano i 30 °C, dura al massimo una ventina di giorni.
La quantità delle precipitazioni aumenta dalla costa occidentale verso l'interno. I venti caratteristici sono la bora, lo scirocco e il maestrale. La bora soffia da nord verso sud, recando un tempo asciutto e sereno; lo scirocco, vento caldo, soffia da sud e porta pioggia, mentre il leggero maestrale soffia d'estate dal mare verso la terraferma. La temperatura minima del mare è in marzo, quando varia fra i 9 e gli 11 °C, mentre tocca le sue punte maggiori in agosto, con 24 °C. Il congelamento del mare nelle baie piccole e poco profonde è un fenomeno molto raro.
Quelli che seguono sono i dati climatologici salienti registrati nella città istriana di Pola:
| Dati della stazione meteorologica di Pola | Mesi | Mesi | Mesi | Mesi | Mesi | Mesi | Mesi | Mesi | Mesi | Mesi | Mesi | Mesi  | Stagioni | Stagioni | Stagioni | Stagioni | Anno  |
| Dati della stazione meteorologica di Pola | Gen  | Feb  | Mar  | Apr  | Mag  | Giu  | Lug  | Ago  | Set  | Ott  | Nov  | Dic   | Inv      | Pri      | Est      | Aut      | Anno  |
| ----------------------------------------- | ---- | ---- | ---- | ---- | ---- | ---- | ---- | ---- | ---- | ---- | ---- | ----- | -------- | -------- | -------- | -------- | ----- |
| T. max. media (°C)                        | 10,0 | 10,0 | 13,0 | 16,0 | 21,0 | 25,0 | 28,0 | 28,0 | 24,0 | 20,0 | 14,0 | 10,0  | 10,0     | 16,7     | 27,0     | 19,3     | 18,3  |
| T. media (°C)                             | 6    | 6    | 8,5  | 12,0 | 16,5 | 20,5 | 23,0 | 23,0 | 19,5 | 16,0 | 10,5 | 7,0   | 6,3      | 12,3     | 22,2     | 15,3     | 14,0  |
| T. min. media (°C)                        | 2,0  | 2,0  | 4,0  | 8,0  | 12,0 | 16,0 | 18,0 | 18,0 | 15,0 | 12,0 | 7,0  | 4,0   | 2,7      | 8,0      | 17,3     | 11,3     | 9,8   |
| Precipitazioni (mm)                       | 78,0 | 64,0 | 65,0 | 70,0 | 56,0 | 53,0 | 48,0 | 75,0 | 85,0 | 85,0 | 80,0 | 112,0 | 254,0    | 191,0    | 176,0    | 250,0    | 871,0 |
| Giorni di pioggia                         | 12,0 | 12,0 | 12,0 | 13,0 | 13,0 | 13,0 | 10,0 | 11,0 | 11,0 | 12,0 | 13,0 | 13,0  | 37,0     | 38,0     | 34,0     | 36,0     | 145,0 |
| Giorni di cielo sereno                    | 3,0  | 4,0  | 5,0  | 6,0  | 8,0  | 9,0  | 10,0 | 9,0  | 7,0  | 5,0  | 3,0  | 3,0   | 10,0     | 19,0     | 28,0     | 15,0     | 72,0  |
| Eliofania assoluta (ore al giorno)        | 33   | 40   | 42   | 43   | 53   | 56   | 67   | 64   | 58   | 45   | 30   | 33    | 35,3     | 46       | 62,3     | 44,3     | 47    |

## Storia

### Toponimo
L'Istria è detta in croato in sloveno Istra; in istrioto Eîstria; in veneto Ístria; in greco antico: Ίστρια?, Ístria; in tedesco Istrie. Il nome deriverebbe dall'antico popolo degli Istri, di probabile origine illirica, che Strabone menzionò come abitanti di questa regione o dal latino Hister, cioè Danubio, a indicarla come regione del confine danubiano.

### L'Istria preromana e romana
Gli Istri diedero vita insieme ai Liburni, ai Giapidi, ai Carni e ad altri gruppi etnici di minore importanza alla cultura dei castellieri. Massimo centro politico, economico ed artistico sviluppatosi nell'ambito di tale cultura fu la città di Nesazio, situata nei pressi di Pola.
In epoca romana gli Istri vennero descritti come una tribù feroce di pirati protetta dalla difficoltà di navigazione lungo le loro coste rocciose. Occorsero ai romani due campagne militari per soggiogarli (177 a.C.).
Augusto, la cui organizzazione dell'Italia in regiones inglobò parte dell'Istria nella Regio X Venetia et Histria, creò numerose colonie di legionari nella penisola, allo scopo di proteggere i confini orientali dell'Italia romana dai barbari. Secondo lo storico Theodor Mommsen, l'Istria era completamente latinizzata nel V secolo.

### L'Alto Medioevo

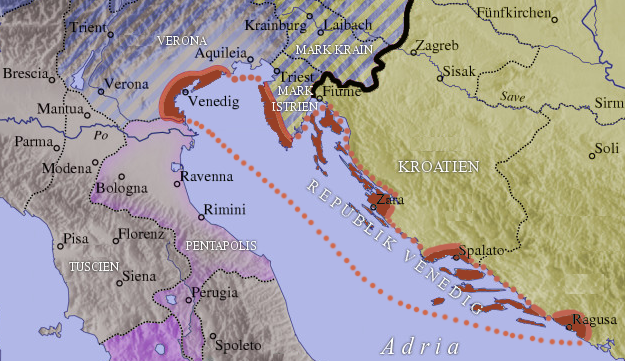
Mappa delle zone di influenza della Repubblica di Venezia intorno all'anno 1000

Dopo la caduta dell'Impero romano d'Occidente, l'Istria venne saccheggiata dai Goti, quindi passò sotto il controllo di Bisanzio (538) e in questo periodo storico si sviluppò un dialetto del ladino parlato dagli abitanti della Istria settentrionale (nell'Istria meridionale si sviluppò l'Istrioto). Dopo l'occupazione longobarda, l'Istria fu annessa al Regno Franco da Pipino d'Italia (789) venendo costituita in marca da Arnolfo di Carinzia (887-899). Risalgono a questo periodo le prime testimonianze sulla presenza di popolazioni slave nella regione istriana (Placito del Risano), già cristianizzate a partire dal VIII secolo.
Nel 933 con la pace di Rialto, Venezia ottenne un primo riconoscimento del diritto di navigare e commerciare lungo le coste istriane. In questo periodo gruppi di italici e di slavi si trasferirono in Istria. I primi si stabilirono lungo la costa e in alcune zone interne dell'Istria occidentale, mentre i secondi nell'entroterra e su alcuni tratti del litorale adriatico orientale. Successivamente l'Istria fu controllata dai duchi di Merania, dal duca di Baviera (dal 952), dai duchi di Carinzia (dal 976) e dal patriarca di Aquileia (dal 1077).

### Periodo veneziano
La dedizione spontanea alla "Serenissima" della maggior parte dell'Istria occidentale e meridionale iniziò nel XII secolo e poteva dirsi praticamente conclusa attorno alla metà del Trecento. L'entroterra istriano centro-settentrionale fu feudo del Patriarca di Aquileia e del Conte di Gorizia (il quale era contemporaneamente vassallo del Patriarcato di Aquileia e dell'imperatore del Sacro Romano Impero) fino al 1445.
Successivamente anche i territori del Patriarca di Aquileia (parte settentrionale dell'Istria interna) entrarono a far parte dello Stato veneto. La massima estensione della sovranità veneziana sulla penisola istriana fu raggiunta in seguito all'esito del lodo arbitrale di Trento del 1535, quando Venezia ottenne anche una parte del territorio della villa di Zamasco nei pressi di Montona. Da quel momento, Venezia conservò la sovranità su buona parte dell'Istria fino alla dissoluzione del suo Stato per opera di Napoleone nel 1797.

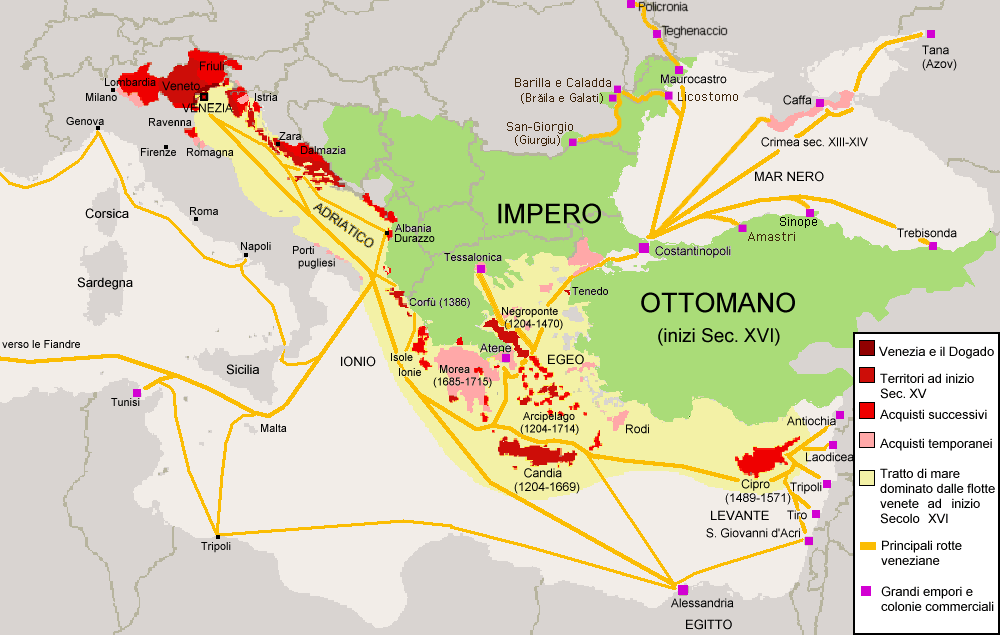
Mappa della rete commerciale, di cui l'Istria risultava un territorio consolidato, e dei possedimenti della Repubblica di Venezia tra il XV e il XVI secolo, nel periodo di massima espansione

Nel 1335 gli Asburgo acquisirono il possesso della Carinzia e della Carniola, venendo così in contatto con i territori dei conti di Gorizia. Uno di essi - Alberto IV, conte d'Istria - oberato dai debiti e senza figli, nel 1354 stipulò un accordo con gli Asburgo, cedendo loro tutti i diritti sui suoi possedimenti alla sua morte (che avvenne nel 1374) in cambio del pagamento di tutte le sue pendenze.
A partire dal 1374 gli Asburgo dominarono quindi anche una parte dell'Istria nord-orientale intorno a Castelnuovo e parte dell'Istria centro-orientale (Contea di Pisino). Tale dominio rimarrà ininterrotto fino al 1918, con l'eccezione del periodo delle guerre veneto-arciducali e della parentesi napoleonica.
Fra il XIV e il XVI secolo numerosi pastori romeni si rifugiarono in Istria durante le invasioni ottomane, e (mescolandosi con i discendenti dei locali ladini, secondo Antonio Ive) formarono una popolazione di lingua istrorumena, tuttora presente a Seiane e nelle vallate intorno al Monte Maggiore dell'Istria. Durante i primi secoli dell'epoca moderna, e in particolare nel Seicento, la regione fu devastata da guerre e pestilenze, perdendo gran parte della propria popolazione.
Per colmare il vuoto che si era creato, il governo della Serenissima ripopolò ampie zone dell'Istria veneta con coloni di diverse etnie slave (oltre che con greci e albanesi). L'Istria assunse così la propria caratteristica composizione etnica, con la costa ed i centri urbani di lingua sia istroveneta che istriota e le campagne abitate prevalentemente da slavi e da altre popolazioni di origine balcanica.

### Periodo napoleonico
A seguito del trattato di Campoformio (17 ottobre 1797) l'Istria assieme a tutto il territorio della Repubblica di Venezia fu ceduta agli Asburgo d'Austria. Dal 1805 al 1813 cadde sotto la dominazione francese ed i suoi destini furono decisi da Napoleone. Dal 1805 al 1808 fece parte del Regno d'Italia napoleonico ed in seguito fu inserita nelle Province Illiriche, direttamente annesse all'Impero francese.

### Periodo asburgico

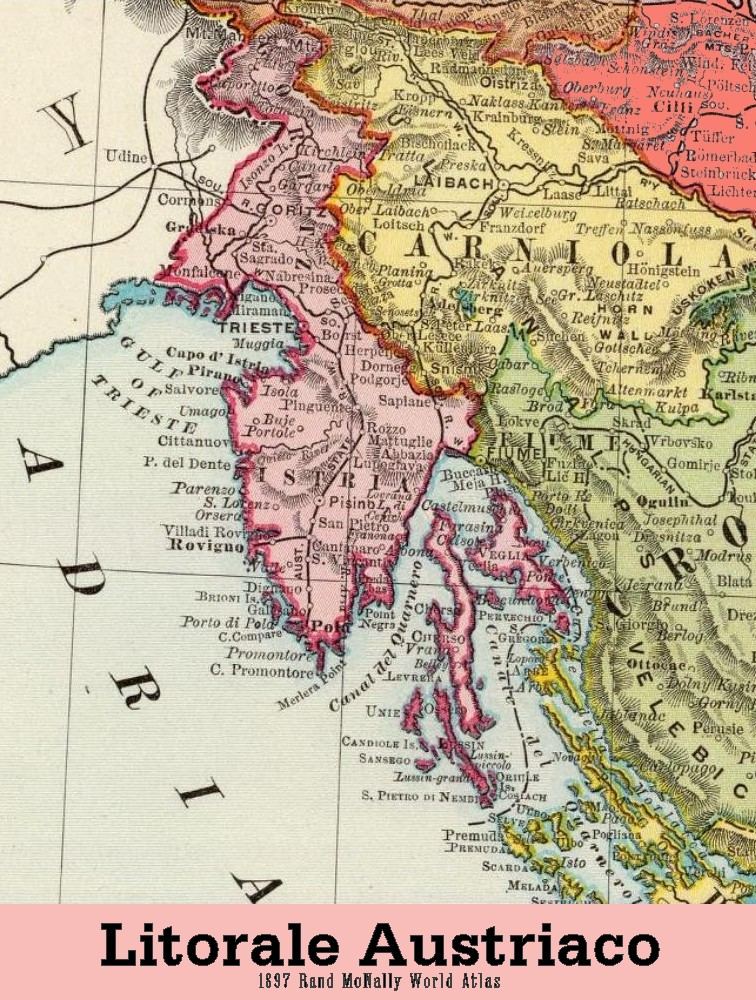
Litorale austriaco nel 1897

Nel 1814 l'Istria tornò sotto gli Asburgo. Nel 1825 venne costituita la provincia istriana unendo il territorio già veneziano al territorio già austriaco, con l'aggiunta delle isole quarnerine di Cherso, Lussino e Veglia. Nell'ambito delle varie riforme costituzionali dell'Impero, nel 1861 venne creata la Dieta istriana, con sede a Parenzo.
Quando Venezia si ribellò nel 1848, in alcune cittadine della costa occidentale si ridestò un sentimento di appartenenza alla vecchia dominante, unito ad una nuova consapevolezza nazionale. La vigilanza delle autorità venne rafforzata, di conseguenza la situazione rimase relativamente calma.
Importante fu il trasferimento, da Venezia a Pola, della principale base della Marina imperiale. Tale decisione fu presa a seguito dell'insurrezione di Venezia nel 1848-49. In pochi anni Pola ebbe uno sviluppo tumultuoso, passando da poche centinaia di abitanti ai 30-40.000 di fine Ottocento.
L'Istria al tempo era abitata da italiani, croati, sloveni e gruppi minori di valacchi/istro-rumeni e serbi.
Sono del 1863 le parole di Giuseppe Garibaldi «So che l'Istria e Trieste anelano frangere le catene con cui le avvince l'odiata signoria straniera, e che affrettano con il desiderio il compimento del voto di essere restituite a madre Italia. Quantunque la tristizia di tempi e di uomini sembra voglia impedire il compimento di quel voto, io ho fede che non sia lontano il giorno delle ultime battaglie e delle ultime vittorie, da cui sarà suggellato il completo nazionale riscatto.»

Composizione etnica della popolazione nell'Impero austro-ungarico in base al censimento del 1910. La mappa non riporta correttamente l'exclave linguistica italiana di Zara, che era di madrelingua italiana

Come conseguenza della terza guerra d'indipendenza italiana, che portò all'annessione del Veneto al Regno d'Italia, l'amministrazione imperiale austriaca, per tutta la seconda metà del XIX secolo, aumentò le ingerenze sulla gestione politica del territorio per attenuare l'influenza del gruppo etnico italiano temendone le correnti irredentiste. Durante la riunione del consiglio dei ministri del 12 novembre 1866 l'imperatore Francesco Giuseppe I d'Austria tracciò un progetto di ampio respiro mirante alla germanizzazione o slavizzazione delle aree dell'impero con presenza italiana:
(Francesco Giuseppe I d'Austria, consiglio della Corona del 12 novembre 1866.)
Queste ingerenze, insieme ad altre azioni di favoreggiamento al gruppo etnico slavo ritenuto dall'impero più fedele alla corona, esasperarono la situazione andando ad alimentare le correnti più estremiste e rivoluzionarie.
Secondo il censimento austriaco del 1910, su un totale di 404 309 abitanti dell'Istria, si ebbe la seguente ripartizione:
- 168 116 (41,6%) parlavano serbo-croato[N 4] (dialetti kajkavo e ibridi štokavo-ciakavo) prevalentemente concentrati nella zona centrale della penisola e nella costa orientale
- 147 416 (36,5%) parlavano italiano (istroveneto e istrioto in massima parte) prevalentemente concentrati lungo la costa occidentale e in alcune cittadine dell'interno
- 55 365 (13,7%) parlavano sloveno prevalentemente concentrati nella zona rurale nord occidentale
- 13 279 (3,3%) parlavano tedesco, prevalentemente concentrati nel comune di Pola
- 882 (0,2%) parlavano romeno (istrorumeno)
- 2116 (0,5%) parlavano altre lingue
- 17 135 (4,2%) erano cittadini stranieri a cui non era stato chiesto di dichiarare la lingua d'uso (in massima parte di nazionalità italiana).

Più specificamente, ecco la suddivisione per comune dell'intera provincia istriana nel 1910, con le rilevazioni della lingua d'uso:

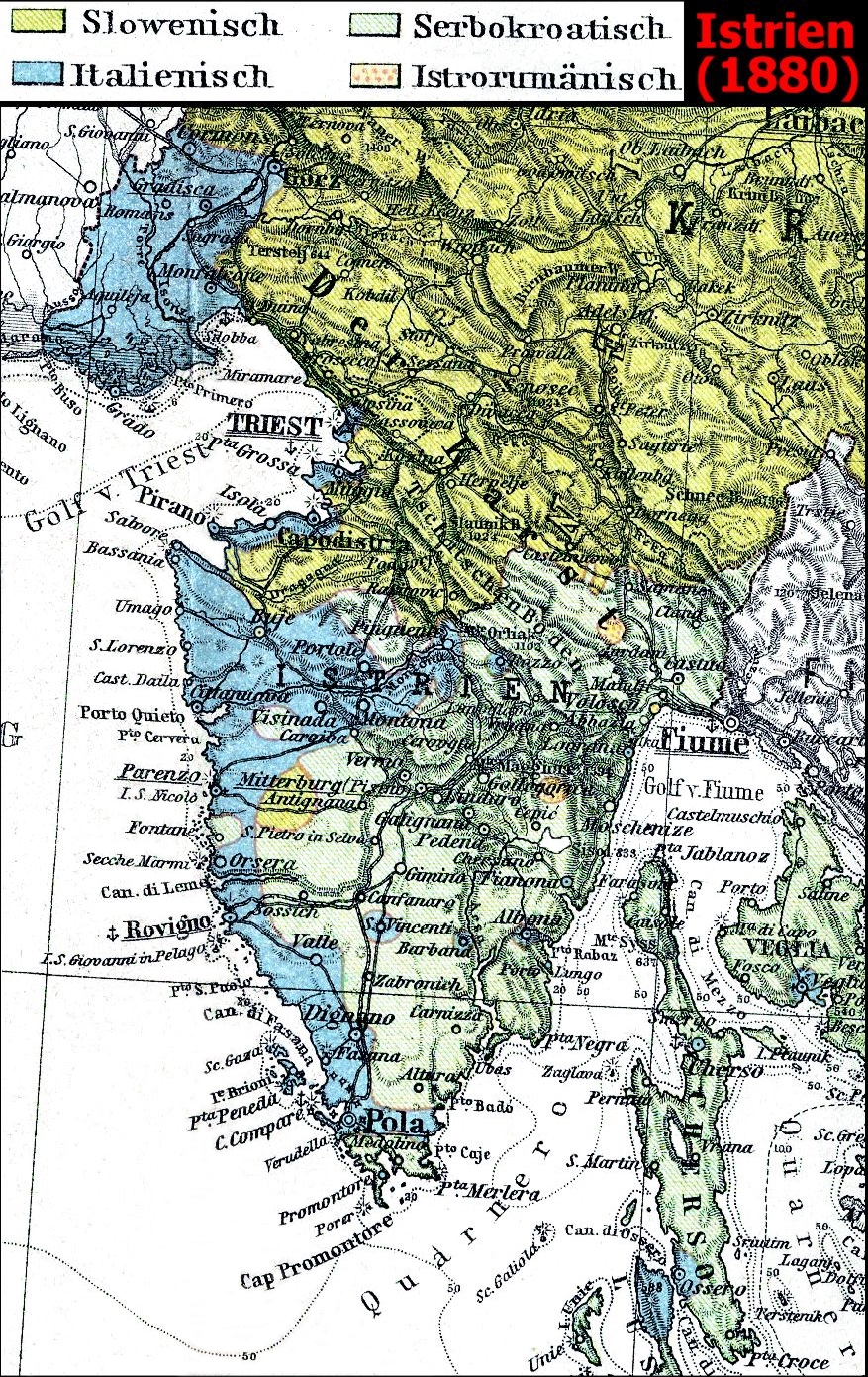
Lingue madri maggioritarie parlate in Istria e nel Quarnaro nel 1880: in azzurro l'italiano, in giallo lo sloveno, in bianco il croato e in puntinato i dialetti istriani

| Comune                         | Nome croato/sloveno | Lingua d'uso italiana | Lingua d'uso slovena | Lingua d'uso croata | Lingua d'uso tedesca | Dialetti istriani e stranieri | Attuale appartenenza statale |
| ------------------------------ | ------------------- | --------------------- | -------------------- | ------------------- | -------------------- | ----------------------------- | ---------------------------- |
| Rovigno                        | Rovinj              | 10 859                | 63                   | 57                  | 320                  | 1024                          | Croazia                      |
| Capodistria                    | Koper               | 9840                  | 2278                 | 154                 | 74                   | 464                           | Slovenia                     |
| Decani                         | Dekani              | 9                     | 6231                 | 0                   | 0                    | 11                            | Slovenia                     |
| San Dorligo della Valle        | Dolina              | 1                     | 5198                 | 1                   | 4                    | 57                            | Italia                       |
| Maresego                       | Marezige            | 0                     | 3126                 | 0                   | 0                    | 2                             | Slovenia                     |
| Muggia                         | Milje               | 8671                  | 2299                 | 4                   | 38                   | 566                           | Italia                       |
| Occisla-San Pietro di Madrasso | Očisla-Klanec       | 4                     | 2682                 | 0                   | 6                    | 3                             | Slovenia                     |
| Paugnano                       | Pomjan              | 719                   | 3624                 | 0                   | 0                    | 1                             | Slovenia                     |
| Pinguente                      | Buzet               | 658                   | 2105                 | 14164               | 7                    | 23                            | Croazia                      |
| Rozzo                          | Roč                 | 216                   | 46                   | 3130                | 8                    | 14                            | Croazia                      |
| Isola                          | Izola               | 6215                  | 2097                 | 2                   | 34                   | 113                           | Slovenia                     |
| Pirano                         | Piran               | 12 173                | 2209                 | 118                 | 161                  | 549                           | Slovenia                     |
| Cherso                         | Cres                | 2296                  | 97                   | 5708                | 4                    | 148                           | Croazia                      |
| Lussingrande                   | Veli Lošinj         | 873                   | 6                    | 1169                | 130                  | 285                           | Croazia                      |
| Lussinpiccolo                  | Mali Lošinj         | 5023                  | 80                   | 2579                | 288                  | 420                           | Croazia                      |
| Ossero                         | Osor                | 1692                  | 5                    | 541                 | 0                    | 7                             | Croazia                      |
| Albona                         | Labin               | 1767                  | 151                  | 9998                | 39                   | 73                            | Croazia                      |
| Fianona                        | Plomin              | 629                   | 15                   | 4141                | 1                    | 897                           | Croazia                      |
| Antignana                      | Tinjan              | 84                    | 16                   | 4100                | 4                    | 2                             | Croazia                      |
| Bogliuno                       | Boljun              | 18                    | 14                   | 3221                | 4                    | 4                             | Croazia                      |
| Gimino                         | Žminj               | 156                   | 34                   | 5498                | 0                    | 25                            | Croazia                      |
| Pisino                         | Pazin               | 1378                  | 58                   | 15 966              | 44                   | 181                           | Croazia                      |
| Buie                           | Buje                | 6520                  | 61                   | 518                 | 9                    | 73                            | Croazia                      |
| Cittanova                      | Novigrad            | 2086                  | 0                    | 0                   | 0                    | 189                           | Croazia                      |
| Grisignana                     | Grožnjan            | 2903                  | 32                   | 1064                | 0                    | 29                            | Croazia                      |
| Umago                          | Umag                | 5609                  | 8                    | 321                 | 4                    | 150                           | Croazia                      |
| Verteneglio                    | Brtonigla           | 2610                  | 2                    | 1                   | 1                    | 37                            | Croazia                      |
| Montona                        | Motovun             | 2052                  | 1042                 | 3147                | 14                   | 21                            | Croazia                      |
| Portole                        | Oprtalj             | 3817                  | 784                  | 1182                | 0                    | 7                             | Croazia                      |
| Visignano                      | Višnjan             | 2421                  | 5                    | 2566                | 0                    | 97                            | Croazia                      |
| Visinada                       | Vižinada            | 2714                  | 8                    | 1708                | 7                    | 16                            | Croazia                      |
| Orsera                         | Vrsar               | 2321                  | 19                   | 2577                | 6                    | 68                            | Croazia                      |
| Parenzo                        | Poreč               | 8223                  | 1                    | 3950                | 34                   | 324                           | Croazia                      |
| Barbana                        | Barban              | 94                    | 11                   | 3995                | 1                    | 7                             | Croazia                      |
| Dignano                        | Vodnjan             | 5910                  | 84                   | 4520                | 92                   | 129                           | Croazia                      |
| Sanvincenti                    | Svetvinčenat        | 616                   | 2                    | 2555                | 3                    | 13                            | Croazia                      |
| Pola                           | Pula                | 30 900                | 8510                 | 16 431              | 9500                 | 10 607                        | Croazia                      |
| Canfanaro                      | Kanfanar            | 889                   | 52                   | 2832                | 5                    | 17                            | Croazia                      |
| Valle                          | Bale                | 2452                  | 7                    | 187                 | 6                    | 5                             | Croazia                      |
| Bescanuova                     | Baška               | 5                     | 9                    | 3666                | 0                    | 36                            | Croazia                      |
| Castelmuschio                  | Omišalj             | 3                     | 0                    | 2229                | 0                    | 10                            | Croazia                      |
| Dobasnizza                     | Dubašnica           | 14                    | 3                    | 2989                | 4                    | 18                            | Croazia                      |
| Dobrigno                       | Dobrinj             | 3                     | 1                    | 4038                | 2                    | 2                             | Croazia                      |
| Ponte                          | Punat               | 17                    | 0                    | 3057                | 0                    | 17                            | Croazia                      |
| Veglia                         | Krk                 | 1494                  | 14                   | 630                 | 19                   | 39                            | Croazia                      |
| Verbenico                      | Vrbnik              | 8                     | 2                    | 2924                | 0                    | 6                             | Croazia                      |
| Castelnuovo                    | Podgrad             | 7                     | 5471                 | 1809                | 0                    | 7                             | Slovenia                     |
| Elsane                         | Jelšane             | 0                     | 3729                 | 467                 | 1                    | 10                            | Slovenia                     |
| Matteria                       | Materija            | 0                     | 4223                 | 755                 | 6                    | 4                             | Slovenia                     |
| Castua                         | Kastav              | 81                    | 380                  | 19 252              | 67                   | 523                           | Croazia                      |
| Laurana                        | Lovran              | 595                   | 2334                 | 489                 | 376                  | 397                           | Croazia                      |
| Moschiena o Moschenizze        | Moščenice           | 12                    | 0                    | 3150                | 0                    | 2                             | Croazia                      |
| Apriano o Veprinaz             | Veprinac            | 24                    | 104                  | 2401                | 422                  | 500                           | Croazia                      |
| Volosca-Abbazia                | Volosko-Opatija     | 235                   | 724                  | 2155                | 1534                 | 1904                          | Croazia                      |

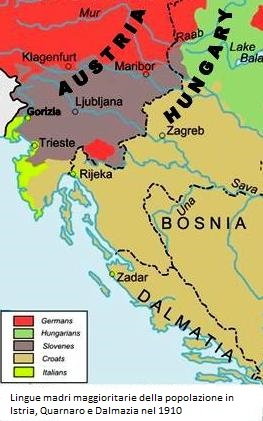
Lingue madri maggioritarie della popolazione in Istria, Quarnaro e Dalmazia nel 1910

Questi dati si riferiscono all'intero marchesato d'Istria, che amministrativamente comprendeva anche aree non appartenenti alla penisola – tra cui le isole di Cherso e Lussino (la cui popolazione era nel complesso a leggera maggioranza croata, con prevalenza italiana a Lussinpiccolo, al tempo una delle più dinamiche cittadine dell'intera costa adriatica orientale), nonché l'isola di Veglia – , o località carsiche ai confini settentrionali la cui appartenenza all'Istria non veniva da tutti accettata – come Castelnuovo d'Istria (abitata prevalentemente da sloveni). Per questa ragione i dati vennero criticati da storici e linguisti italiani come Matteo Bartoli. Altra critica che venne mossa al censimento del 1910 riguardò la nazionalità dei funzionari preposti ad effettuare le rilevazioni e che, essendo impiegati comunali avevano la possibilità di manipolare i risultati del censimento.
Gli italiani e gli slavi si accusarono a vicenda di falsificazioni. In senso generale, gli italiani erano maggioranza assoluta in tutta la fascia occidentale costiera e nell'agro buiese nonché in quasi tutti i centri principali dell'interno, il che aveva causato in epoca moderna una serie di dicotomie collegate alla differenziazione etnica di base: gli italiani in genere erano cittadini, più ricchi e più istruiti e dominavano nelle classi intellettuali; sloveni e croati erano invece in genere contadini e più poveri e solo nel tardo XIX secolo iniziarono ad esprimere dal proprio interno un ceto intellettuale. Frequente fu quindi in età moderna il processo di italianizzazione collegato allo spostamento delle famiglie dalle campagne verso le città o collegato al miglioramento economico: si assiste quindi a quel singolare fenomeno per cui fra i maggiori irredentisti filoitaliani vi siano stati anche dei personaggi appartenenti a famiglie di ceppo slavo, italianizzatesi nel tempo.
Secondo il demografo italiano Olinto Mileta Mattiuz, alla vigilia del primo conflitto mondiale gli italiani erano il 41% della popolazione istriana (44% se si contano anche i regnicoli), seguiti dai croati (35%) e dagli sloveni (11%).
Nel XIX secolo, con la nascita e lo sviluppo dei movimenti nazionali italiano, croato e sloveno, iniziarono i primi attriti fra gli italiani da una parte e gli slavi dall'altra. L'Istria era una delle terre reclamate dall'irredentismo italiano. Gli irredentisti sostenevano che il governo Austro-ungarico incoraggiava l'immigrazione di ulteriori slavi nella regione per contrastare il nazionalismo degli italiani.
Notevoli furono i benefici sull'economia della penisola, che negli ultimi anni del dominio asburgico migliorò alquanto, grazie anche al turismo balneare proveniente dalle regioni dell'Impero.

### Suddivisione amministrativa in età asburgica
Nel 1910 il margraviato contava 403 566 abitanti sparsi su 4956 km², ed era suddiviso in sette distretti amministrativi (Politischer Bezirk). In ogni distretto amministrativo esistevano diversi distretti giudiziari (Gerichtsbezirk), che comprendevano uno o più comuni (Ortsgemeinde). La città di Rovigno era regolata da uno statuto autonomo. I nomi delle località riportati nel successivo schema sono registrati nei Repertori speciali delle regioni dell'Impero, alcune volte differenti rispetto ai nomi utilizzati dalle popolazioni locali all'epoca o in epoche successive, così come in qualche caso risultano differenti rispetto ai nomi ufficiali dell'epoca o di epoche successive.

### Tra la prima e la seconda guerra mondiale: l'Istria italiana
Il Litorale austriaco, poi ribattezzato Venezia Giulia, che fu assegnato all'Italia nel 1920 con il trattato di Rapallo (con ritocchi del suo confine nel 1924 dopo il trattato di Roma) e che fu poi ceduto alla Jugoslavia nel 1947 con i trattati di Parigi
     Aree annesse all'Italia nel 1920 e rimaste italiane anche dopo il 1947
     Aree annesse all'Italia nel 1920, passate al Territorio Libero di Trieste nel 1947 con i trattati di Parigi e assegnate definitivamente all'Italia nel 1975 con il trattato di Osimo
     Aree annesse all'Italia nel 1920, passate al Territorio Libero di Trieste nel 1947 con i trattati di Parigi e assegnate definitivamente alla Jugoslavia nel 1975 con il trattato di Osimo

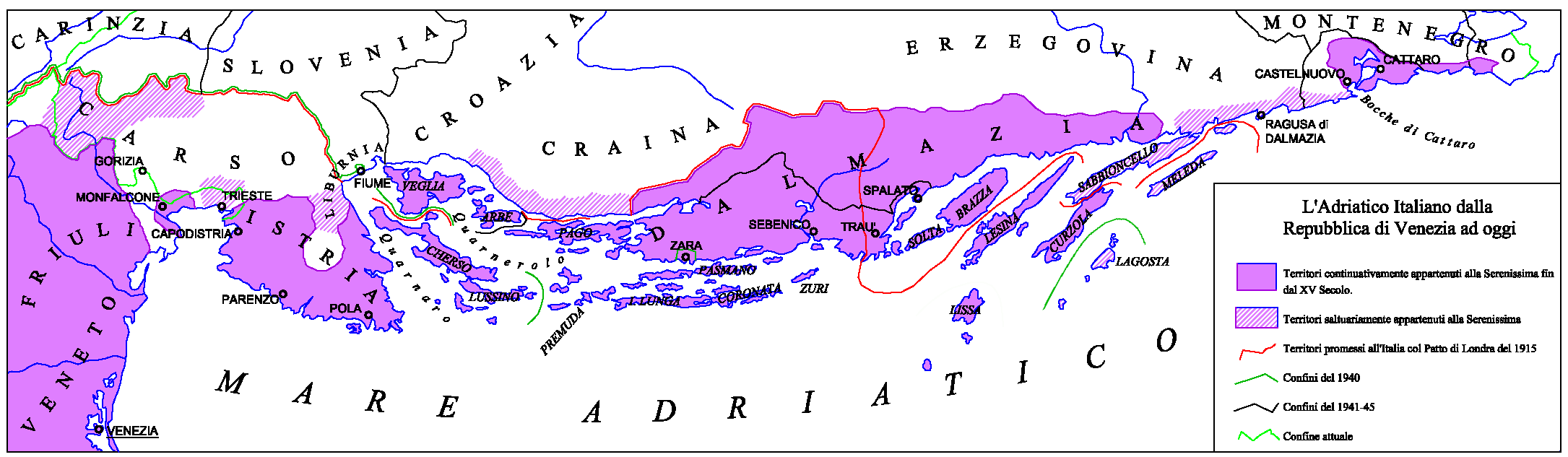
Cartina della Dalmazia e della Venezia Giulia coi confini previsti dal Patto di Londra (linea rossa) e quelli invece effettivamente ottenuti dall'Italia (linea verde). In fucsia sono invece indicati gli antichi domini della Repubblica di Venezia

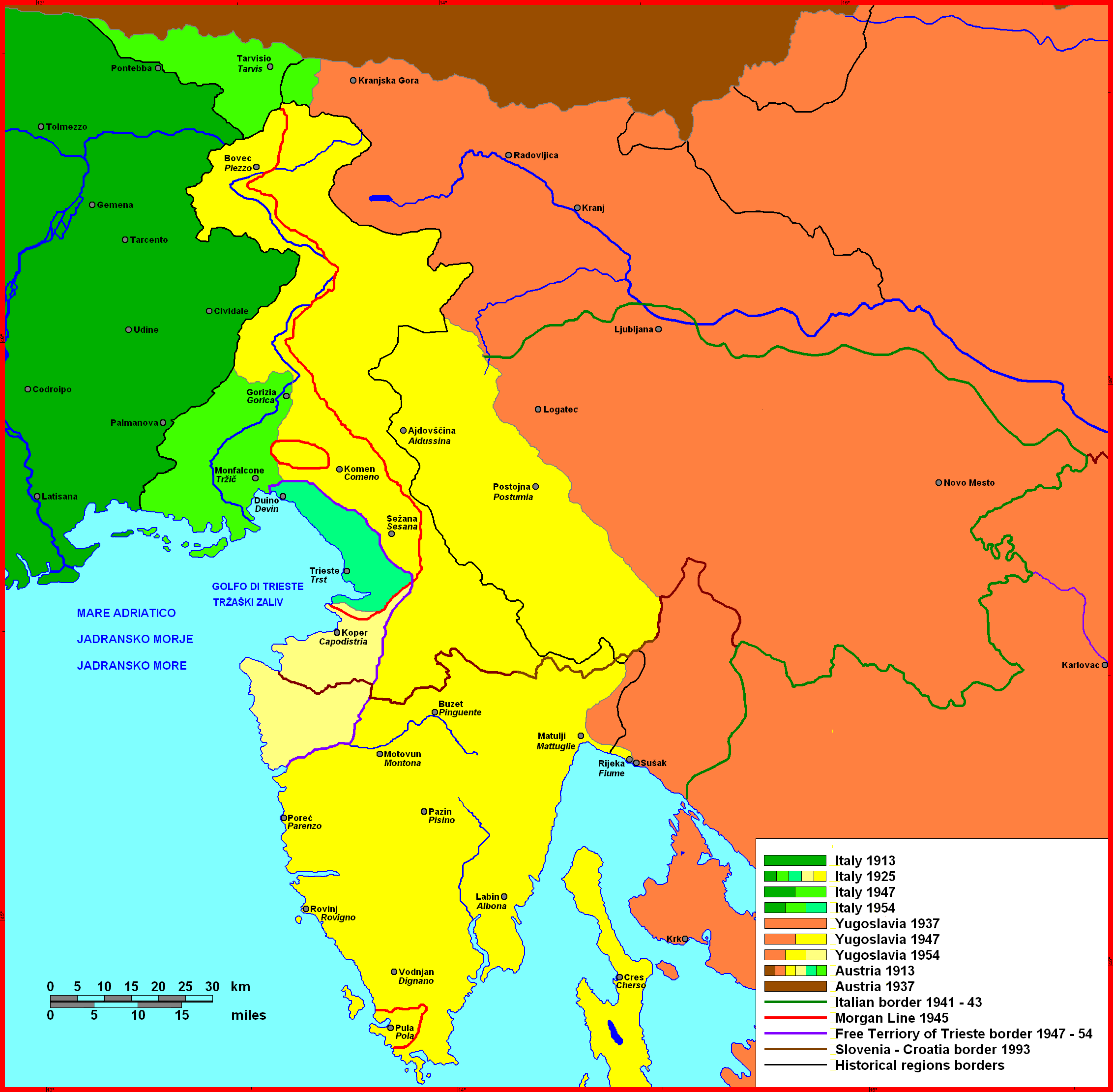
Modifiche al confine orientale italiano dal 1920 al 1975.
Il Litorale austriaco, poi ribattezzato Venezia Giulia, che fu assegnato all'Italia nel 1920 con il trattato di Rapallo (con ritocchi del suo confine nel 1924 dopo il trattato di Roma) e che fu poi ceduto alla Jugoslavia nel 1947 con i trattati di Parigi
Aree annesse all'Italia nel 1920 e rimaste italiane anche dopo il 1947
Aree annesse all'Italia nel 1920, passate al Territorio Libero di Trieste nel 1947 con i trattati di Parigi e assegnate definitivamente all'Italia nel 1975 con il trattato di Osimo
Aree annesse all'Italia nel 1920, passate al Territorio Libero di Trieste nel 1947 con i trattati di Parigi e assegnate definitivamente alla Jugoslavia nel 1975 con il trattato di Osimo

Divisione amministrativa dell'Istria e del Quarnaro dal 1924 al 1947 con segnate la provincia di Trieste (colore verde), la provincia di Gorizia (blu), la provincia di Pola (giallo) e la provincia di Fiume (rosso)

A seguito della vittoria italiana nella prima guerra mondiale con il trattato di Saint-Germain-en-Laye (1919) e il trattato di Rapallo (1920), l'Istria divenne parte del Regno d'Italia.
Il censimento del 1921 ribaltò i risultati della rilevazione austriaca del 1910, sia per quanto riguarda la Venezia Giulia nel suo insieme, sia per l'Istria in particolare, scoprendo in regione una maggioranza di popolazione culturalmente italiana. Secondo le rilevazioni censuali di quell'anno la popolazione istriana appartenente al gruppo linguistico italiano risultava composta da 199 942 unità (58,2% del totale). Seguiva il gruppo croato, predominante secondo i dati del censimento anteriore, con 90 262 parlanti (26,3%), e quello sloveno con 47 489 (13,8%). Le restanti 5 708 unità (1,7%) vennero invece classificate come "altri". Questo censimento, come il precedente, fu in seguito oggetto di critiche: molti istriani slavi vennero definiti italiani in virtù del loro perfetto bilinguismo e in molte località (Briani, frazione di Fianona, Sanvincenti, tutta la zona dell'Abbaziano ecc.) i dati ottenuti erano scarsamente rappresentativi della realtà linguistica dei rispettivi comuni. Vi furono, d'altro canto, non pochi italiani che vennero indicati come croati o sloveni per via dei loro cognomi terminanti in -ich.
Nonostante queste critiche, i dati di questo censimento vennero generalmente utilizzati, insieme a quelli del 1910, dai rappresentanti dei paesi partecipanti.
Lo storico Carlo Schiffrer compilò i risultati del censimento del 1921, come si può evincere dalla tabella riprodotta di seguito. Con le rettifiche dello Schiffrer l'etnia italiana in Istria continuava ad avere una predominanza numerica sui gruppi nazionali di origine slava, ma meno accentuata rispetto a quella risultante dai dati censuali del 1921.
| Zona                                               | Lingua d'uso italiana | Lingua d'uso slovena | Lingua d'uso croata | Altri  |
| -------------------------------------------------- | --------------------- | -------------------- | ------------------- | ------ |
| Parte della Venezia Giulia assegnata alla Slovenia | 4000                  | 167 000              | 0                   | 0      |
| Parte della Venezia Giulia assegnata all'Italia    | 112 000               | 21 000               | 0                   | 0      |
| Zona A del Territorio Libero di Trieste            | 184 000               | 45 000               | 0                   | 0      |
| Zona B del Territorio Libero di Trieste            | 50 000                | 28 000               | 0                   | 0      |
| Parte della Venezia Giulia assegnata alla Croazia  | 138 000               | 0                    | 122 000             | 24 000 |

Con l'avvento del fascismo (1922) si inaugurò una politica d'italianizzazione della regione:

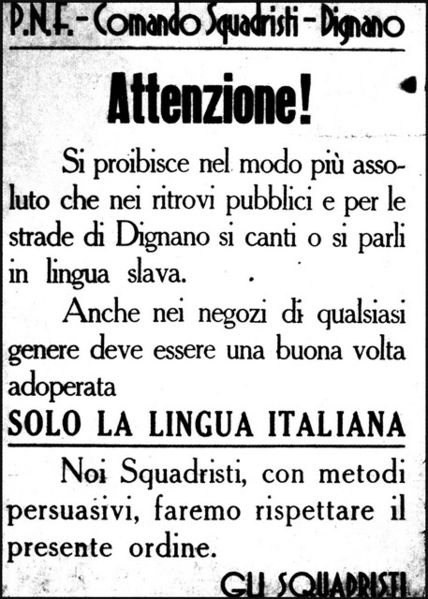
Volantino distribuito dagli squadristi a Dignano

- Con l'introduzione della Legge n. 2185 del 1/10/1923 (Riforma scolastica Gentile), fu abolito e vietato nelle scuole l'insegnamento delle lingue croata e slovena. Nell'arco di cinque anni tutti gli insegnanti croati delle oltre 130 scuole con lingua d'insegnamento croata e tutti gli insegnanti sloveni delle oltre 70 scuole con lingua d'insegnamento slovena, presenti in Istria, furono sostituiti con insegnanti originari dell'Italia, che imposero agli alunni l'uso esclusivo della lingua italiana[13][14];
- con il R. Decreto N. 800 del 29 marzo 1923 furono imposti d'ufficio nomi italiani a tutte le località dei territori assegnati all'Italia con il Trattato di Rapallo, anche laddove precedentemente prive di denominazione in lingua italiana, in quanto abitate quasi esclusivamente da croati o sloveni (questo decreto colpì soltanto un piccolo numero di frazioni);[15]
- in base al Regio Decreto Legge N. 494 del 7 aprile 1926 le autorità fasciste italianizzarono i cognomi di diversi croati e sloveni.[16]

Tali soprusi vennero denunciati da molti italiani antifascisti e dallo stesso prefetto Giuseppe Cocuzza che, in un pro memoria del 2 settembre 1943 metteva in evidenza un diffuso senso di paura di vendetta che avrebbe potuto spingere successivamente le popolazioni slave ad infierire contro gli italiani dell'Istria.
A seguito degli avvenimenti dell'8 settembre del 1943 la comunità italiana restò in balia di tedeschi e della resistenza croata. Quest'ultima era più efficiente e preparata militarmente del movimento di liberazione sloveno che invece operava nella parte settentrionale della penisola. Buona parte della regione cadde, per un breve periodo, sotto il controllo dei partigiani slavi aderenti al movimento partigiano di Tito. Il 13 settembre 1943 a Pisino il Governo Provvisorio Insurrezionale Croato (Comitato circondariale di liberazione popolare per l'Istria, cro. Narodno oslobodilački odbor za Istru) proclamò con le Decisioni di Pisino l'annessione dell'Istria alla Croazia; poco dopo, il 16 settembre, il Consiglio Supremo del Fronte di Liberazione del Popolo Sloveno proclamò l'annessione alla futura entità statuale slovena del Litorale Sloveno (Slovensko Primorje), che comprendeva il litorale settentrionale dell'Istria. In questo breve periodo, che precedette l'occupazione tedesca si verificarono i primi episodi di violenza anti-italiana, che provocarono un numero non del tutto precisato di vittime.

### Occupazione tedesca

Zona d'operazioni del Litorale Adriatico (settembre 1943 – maggio 1945)

In seguito all'Armistizio di Cassibile, dal due ottobre del 1943 fino alla sconfitta della Germania nazista, l'Istria fu occupata da ingenti forze militari tedesche, che la incorporarono ufficialmente alla cosiddetta Zona di Operazioni del Litorale Adriatico o OZAK (acronimo di Operations Zone Adriatisches Küstenland) sottraendola totalmente al controllo della neonata Repubblica Sociale Italiana, e annettendola di fatto alla Germania del Terzo Reich (anche se non fu formalmente proclamata la sua annessione).

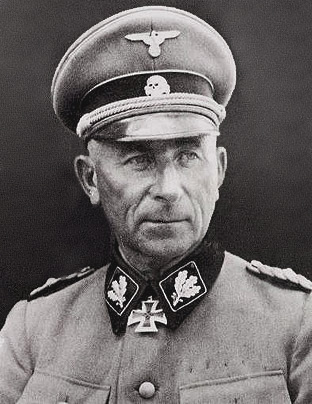
L'Operazione Nubifragio con cui i tedeschi assunsero il controllo militare nella Zona di Operazioni del Litorale Adriatico venne coordinata dal generale Paul Hausser, comandante della 2. Panzerkorps-SS

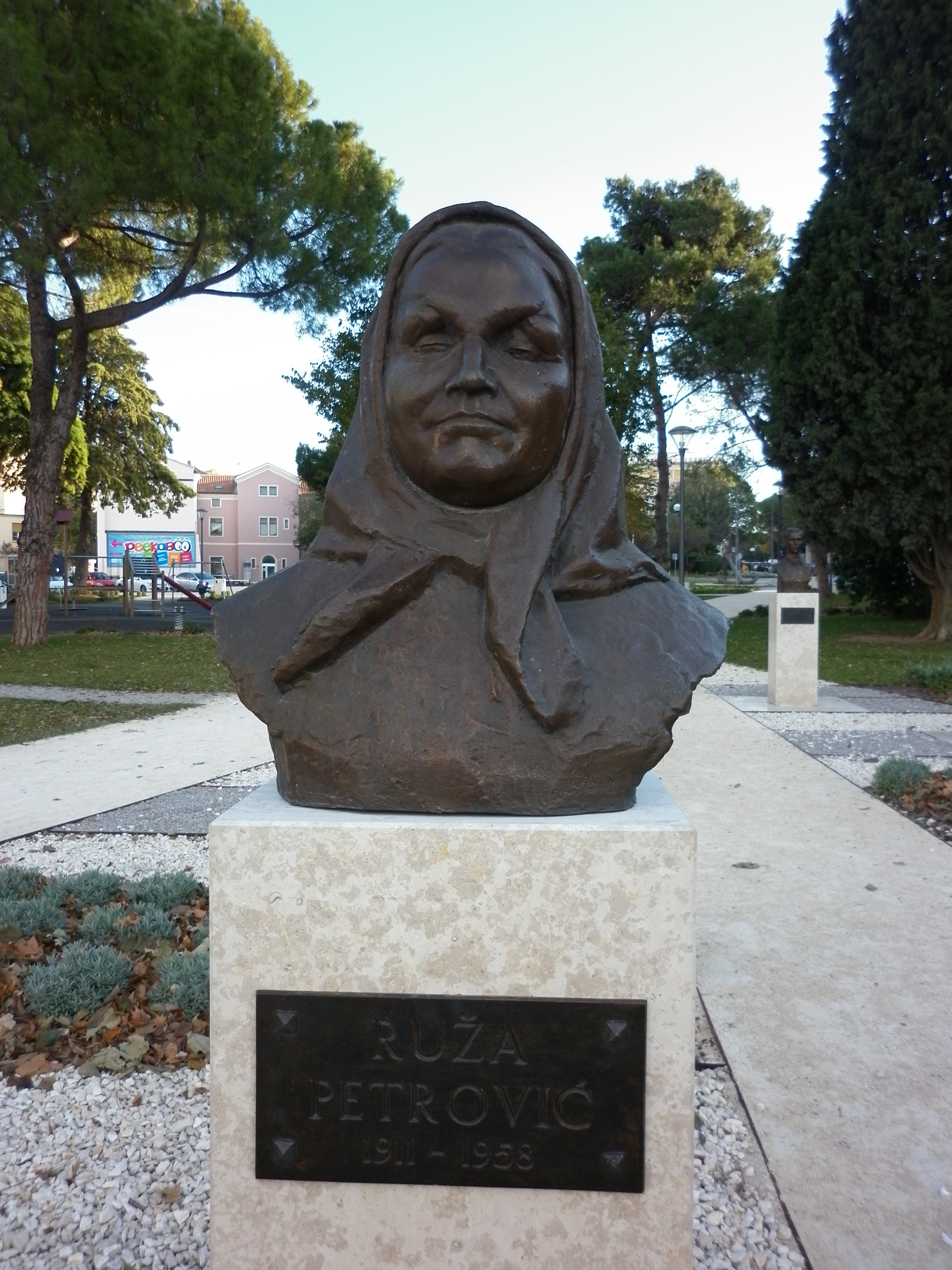
Monumento a Ruža Petrović, partigiana e antifascista istriana croata, alla quale i fascisti italiani cavarono gli occhi nel 1944.

L'occupazione ebbe inizio nella notte del 2 ottobre 1943 sotto il comando del generale delle SS Paul Hausser. I tedeschi penetrarono in Istria con tre colonne, precedute da forti bombardamenti aerei, raggiungendo in pochi giorni tutte le principali località. I reparti partigiani furono annientati o costretti alla fuga. L'operazione iniziata ai primi di ottobre si concluse il 9 ottobre con la conquista di Rovigno. Il rastrellamento antipartigiano dell'Istria andò avanti tutto il mese di ottobre, colpendo con brutalità i seguaci del Maresciallo Tito.
L'amministrazione civile fu affidata al Supremo Commissario Friedrich Rainer. Si realizzò così il predeterminato disegno di Hitler, Himmler, e Joseph Goebbels di occupare militarmente e poi annettere a guerra conclusa tutti i vasti territori che furono un tempo sotto il dominio dell'Impero austro-ungarico. Il Supremo Commissario Tedesco creò il Tribunale Speciale di Sicurezza Pubblica per giudicare gli atti di ostilità alle autorità tedesche, la collaborazione con il nemico, le azioni di sabotaggio. Il Tribunale non era tenuto a seguire le norme procedurali consuete e le domande di grazia potevano essere inoltrate ed accolte solo da Rainer.
Il comandante militare della regione Ludwig Kübler avviò una lotta crudele e senza quartiere al movimento partigiano comandato da Tito, attraverso l'utilizzo di forze armate collaborazioniste italiane (oltre a forze slovene, croate, serbe, russe, ecc.). Nel Litorale operarono infatti varie formazioni tra cui due reparti regolari dell'esercito della Repubblica Sociale Italiana (Battaglione Bersaglieri Mussolini e Reggimento Alpini Tagliamento), la Milizia Difesa Territoriale (il nuovo nome voluto da Rainer per la Guardia Nazionale Repubblicana nell'OZAK), le Brigate nere, la Polizia di Pubblica Sicurezza (di cui fece parte la famigerata Banda Collotti), la Guardia Civica, i battaglioni italiani volontari di polizia, la polizia tedesca e vari reparti di collaborazionisti sloveni, croati, serbi e russi-cosacco-caucasici.

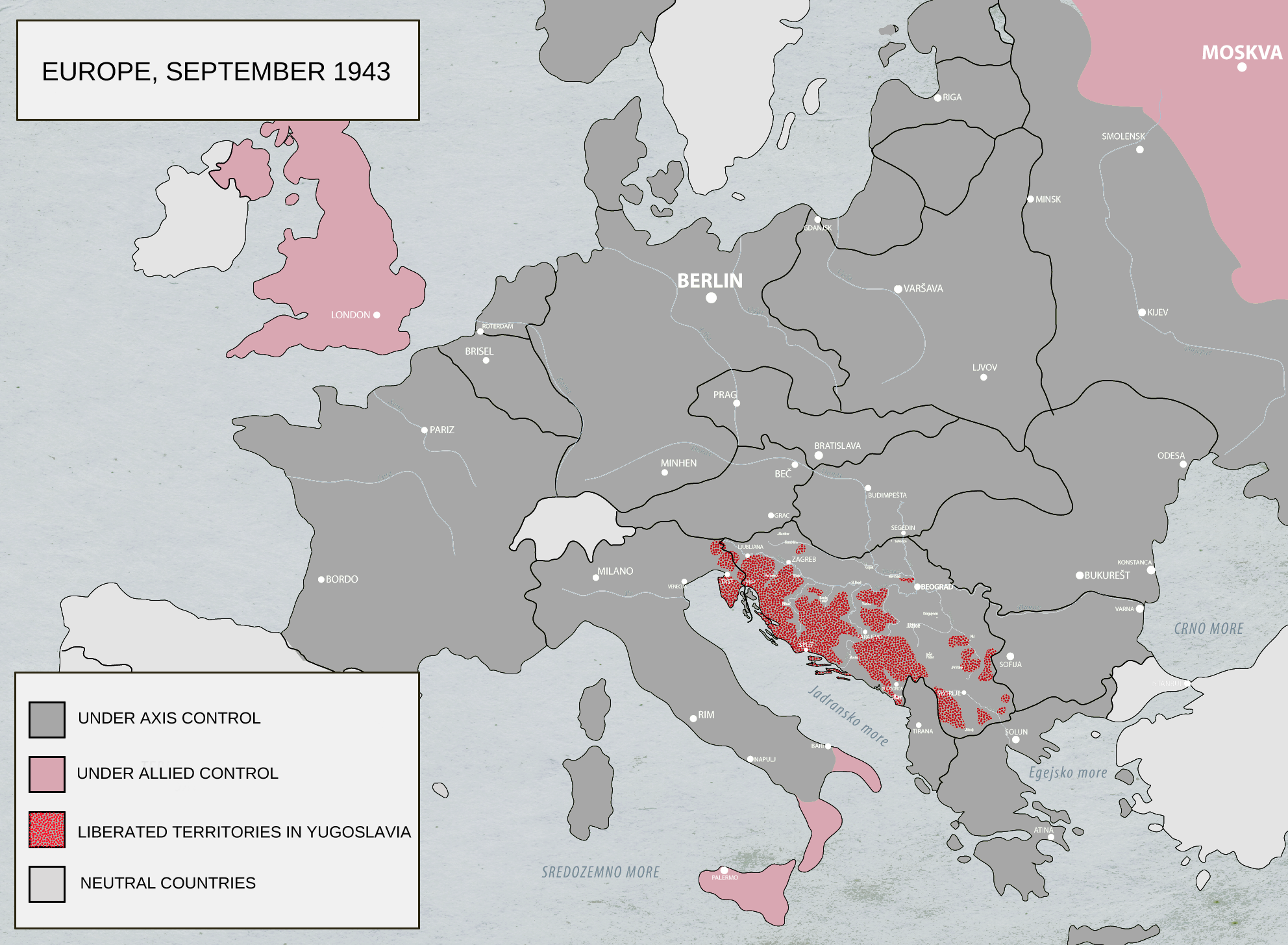
Zone in cui operava la resistenza iugoslava (1943)

Tra la fine di aprile e i primi di maggio del 1945 l'Istria, grazie allo sforzo congiunto della resistenza locale (sia slava che italiana), fu liberata dall'occupazione tedesca dall'armata jugoslava di Tito.

### Il dopoguerra
La successiva politica di persecuzioni, vessazioni ed espropri messa in atto da Tito ai danni della popolazione italiana, culminata nel dramma dei massacri delle foibe, nelle quali si stima persero la vita dai 3000 ai 5000 civili, spinse la massima parte della popolazione locale di etnia italiana ad abbandonare l'Istria, dando vita all'esodo giuliano dalmata (si stima che le persone coinvolte nell'esodo furono tra i 250 000 e le 350 000).
Dopo la fine della seconda guerra mondiale con il trattato di Parigi (1947), l'Istria fu assegnata alla Jugoslavia che l'aveva occupata, con l'eccezione della cittadina di Muggia e del comune di San Dorligo della Valle inserite nella Zona A del Territorio Libero di Trieste.
La Zona B del Territorio Libero di Trieste rimase temporaneamente sotto amministrazione jugoslava, ma dopo la dissoluzione del Territorio Libero di Trieste nel 1954 (memorandum di Londra), fu di fatto incorporata alla Jugoslavia; l'assegnazione della Zona B alla Jugoslavia fu ufficializzata con il trattato di Osimo (1975).

### L'esodo e i massacri delle foibe

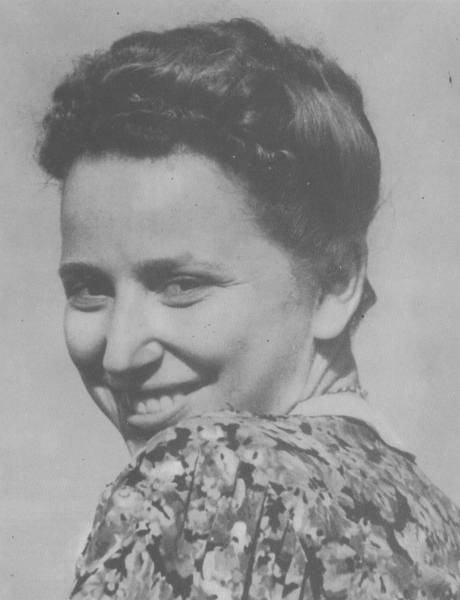
Norma Cossetto

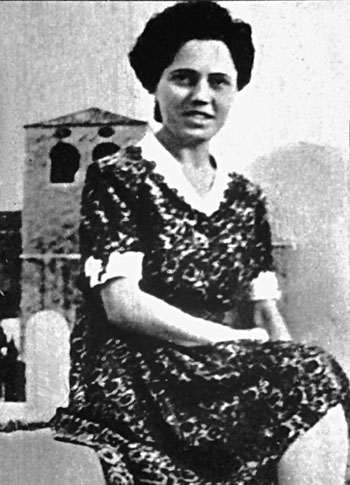
Maria Pasquinelli

Durante e subito dopo la seconda guerra mondiale un certo numero di italiani fu soppresso dai partigiani titini. Sulla quantificazione delle vittime vi sono tuttora aspri dibattiti: le stime vanno da 3 000  a 30 000 italiani trucidati, all'interno di un ben più ampio processo di eliminazione postbellica degli oppositori - reali o presunti - del costituendo regime comunista jugoslavo che durò fino agli anni cinquanta e le cui stime variano fra le 350 000 e le 800 000 vittime. Alcuni esponenti del PCI, successivamente alla rottura fra Tito e Stalin del 1948 giudicarono con estrema durezza gli autori di tali crimini. Lo stesso Vittorio Vidali, istriano di Muggia e notissima figura del comunismo italiano dell'epoca, successivamente si riferì ai «trozkisti titini» come a «una banda di spie e assassini», ricalcando la medesima definizione utilizzata da Gheorghe Gheorghiu-Dej - segretario generale del Partito Comunista Rumeno - nel suo rapporto alla Conferenza dell'Ufficio di Informazione dei Partiti Comunisti, tenutasi a Mosca nella seconda quindicina di novembre 1949.
Questo processo di slavizzazione forzata secondo alcuni sarebbe confermato dalla testimonianza del braccio destro di Tito, Milovan Đilas, che affermò testualmente d'essere andato in Istria nel 1946 assieme a Edvard Kardelj per «organizzare la propaganda anti-italiana» e «dimostrare alla commissione alleata che quelle terre erano jugoslave» organizzando «manifestazioni con striscioni e bandiere». Il fine degli jugoslavi - per Đilas - era quello di indurre gli italiani «ad andare via con pressioni d'ogni genere». La testimonianza di Đilas tuttavia è reputata "di limitata attendibilità" e "da considerare con una certa cautela" dallo storico Raoul Pupo. In un'intervista concessa al Giornale di Brescia nel 2006, Pupo si è spinto oltre, definendo tale testimonianza una "bufala sparata da Gilas": secondo Pupo è stato dimostrato che nel 1946 Đilas non si recò mai in Istria.
Altri storici, invece, contestano l'esistenza di una preordinata e sistematica politica di pulizia etnica attuata dagli jugoslavi ai danni della comunità italiana e tantomeno considerano l'esodo giuliano dalmata quale diretta conseguenza dei massacri delle foibe; tra questi il triestino Sandi Volk che nel saggio “Esuli a Trieste” rileva tra le cause principali dell'esodo anche l'atteggiamento assunto dalle organizzazioni filoitaliane che avrebbero caldeggiato un «esodo di massa, con il quale speravano di riuscire a ottenere la revisione dei confini».
Negli anni del dopoguerra il graduale riconoscimento alla Jugoslavia della sovranità sulla Dalmazia, Quarnero e Istria portò la gran maggioranza degli Italiani ivi residenti ad intraprendere la via dell'esilio.

La nave Toscana durante l'abbandono di Pola

L'esodo si intensificò con la firma del trattato di Parigi del 10 febbraio 1947, che prevedeva la definitiva assegnazione di gran parte dell'Istria alla Jugoslavia (ad esclusione della Zona B del Territorio Libero di Trieste). Il Trattato di Parigi prevedeva per chi volesse mantenere la cittadinanza italiana l'abbandono della propria terra.
Per commemorare questi drammatici eventi è stato istituito in Italia dal 2005 un Giorno del ricordo: il 10 febbraio - anniversario della firma del trattato di Parigi (1947).
L'ultima fase migratoria ebbe luogo dopo il 1954 allorché il Memorandum di Londra assegnò definitivamente la zona B del Territorio Libero di Trieste alla Jugoslavia.
Come in altri casi di pulizia etnica, eliminato il "problema italiano", le nuove autorità slave provvidero a cancellare anche la memoria della presenza italiana in Istria: i monumenti furono abbattuti, le tombe divelte dai cimiteri, la toponomastica cambiata. Le proprietà italiane vennero interamente confiscate ed assegnate agli slavi che vennero insediati nella regione ormai vuota dei suoi precedenti abitanti.
Quando l'ultima ondata dell'esodo giuliano dalmata fu completata, l'Istria aveva perduto metà della sua popolazione e gran parte della sua identità sociale e culturale. Non c'è accordo fra gli storici sul numero degli esodati, ma si stima che circa il 90% degli appartenenti al gruppo etnico italiano abbia abbandonato definitivamente l'Istria. Attualmente (in base al censimento croato del 2001 e di quello sloveno nel 2002) nella parte dell'Istria assegnata alla Jugoslavia vivono non meno di 18 700 abitanti di lingua madre italiana, di cui circa 15 850 risiedono sul territorio dello Stato croato e circa 2850 risiedono sul territorio dello Stato sloveno.

### L'Istria nella Jugoslavia socialista

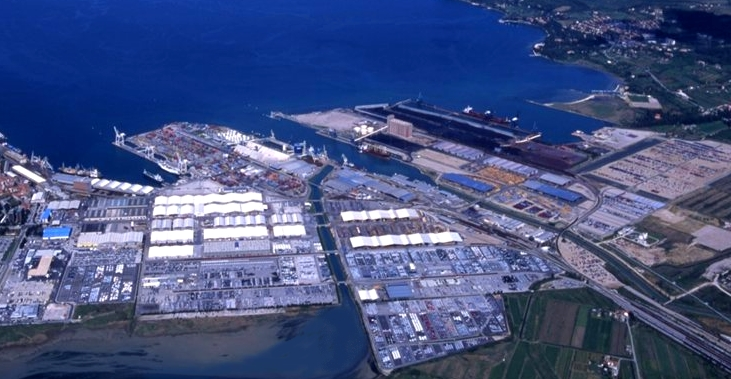
Porto di Capodistria.

Dopo l'esodo giuliano dalmata, le aree rimaste disabitate furono ripopolate da croati e sloveni e, in minor numero, da popolazioni di altre nazionalità jugoslave, come serbi, bosniaci e montenegrini. Parimenti vi fu un notevole flusso della popolazione rurale sparsa (in larga parte istro-croata), specie delle aree più depresse, verso le cittadine ed i borghi in cui la pressoché totalità delle abitazioni e dei poderi erano rimasti vuoti ed abbandonati.
Nella seconda metà degli anni cinquanta l'esodo era pressoché concluso e le persecuzioni più evidenti cessarono. Agli italiani rimasti furono assicurate dai trattati internazionali delle tutele, anche se molto spesso solo sulla carta. In alcune città dell'Istria – prevalentemente quelle della ex Zona B del Territorio Libero di Trieste, come previsto dal Memorandum di Londra del 1954 – gli jugoslavi dovettero conservare l'uso dell'italiano, consentendo il bilinguismo (sloveno-italiano o croato-italiano); la bandiera della comunità nazionale italiana (il tricolore italiano con la stella rossa al centro: la stessa bandiera utilizzata dai partigiani italiani filojugoslavi durante la guerra) dovette essere esposta sugli edifici pubblici e nelle cerimonie, affiancando le altre bandiere ufficiali jugoslave.
Furono mantenuti alcuni periodici e una radio (dal 1971 radio-televisione) in italiano, il tutto comunque strettamente asservito al volere ed al controllo del partito e destinato soprattutto a svolgere propaganda filojugoslava verso l'Italia; le autorità dovettero inoltre garantire agli italiani il diritto di ricevere l'istruzione elementare e media nella propria lingua, anche se la chiusura di decine di scuole italiane e il divieto di frequentare le restanti che colpì molti allievi (in particolare dal 1953, con il famigerato decreto Peruško) spesso impedì che tale diritto potesse trovare una attuazione pratica.
In realtà, tutte le forme di tutela previste dalla costituzione e dalle leggi jugoslave furono spesso meramente formali, tanto che alcuni fra gli studiosi della minoranza affermano che durante il regime comunista vi fosse "una realtà revanscista che minacciava di sopprimerli". Parecchi cittadini di madrelingua italiana che decisero di restare in Istria dopo il 1947 furono sottoposti, dopo la rottura di Tito con Stalin nel 1948, a persecuzioni in quanto sospetti di essere "stalinisti". Alcuni furono internati nel famigerato gulag sull'Isola Calva ed in altre strutture concentrazionarie e di "rieducazione" sparse nel Paese. Tra i superstiti di questo campo di concentramento va ricordato il noto poeta in istrioto Ligio Zanini.

### Istria contemporanea

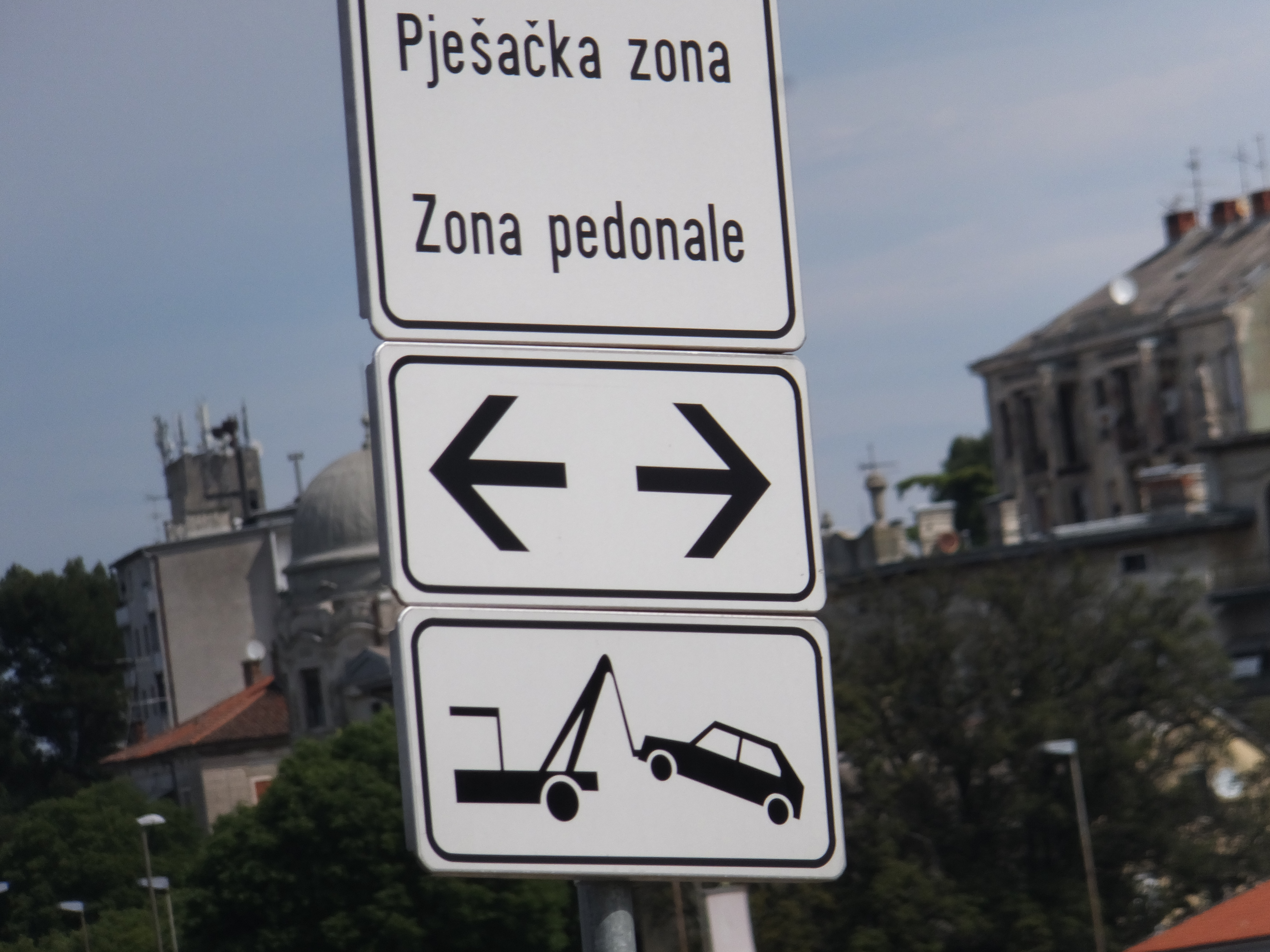
Cartello stradale bilingue croato-italiano a Pola

Dopo la disgregazione della Jugoslavia gli stati sovrani di Croazia e Slovenia hanno mantenuto nell'area istriana i confini delle rispettive repubbliche federali. Tra Croazia e Slovenia si è aperta una disputa confinaria riguardo alla linea di demarcazione in corrispondenza del Vallone di Pirano, con ripercussioni sul confine marittimo tra i due stati.
Dall'adesione della Slovenia all'Unione europea sono stati aboliti i controlli frontalieri tra Italia e Slovenia, rendendo la porzione settentrionale dell'Istria uno spazio senza barriere di confine. Il 1º luglio 2013 la Croazia ha aderito all'Unione europea, ma vi sono stati controlli alle frontiere fino al 1º gennaio 2023, giorno in cui la Croazia è entrata ufficialmente nella zona Schengen.  La moneta che circola nell'Istria è l'euro e, fino al 2023, nell'Istria croata la kuna.
L'Istria resta legata per motivi storici, geografici e culturali al Friuli-Venezia Giulia e al Veneto. Le due regioni italiane prevedono dei capitoli di spesa nei propri bilanci a sostegno della minoranza italiana e per il mantenimento delle memorie storiche istro-venete.

## Galleria d'immagini

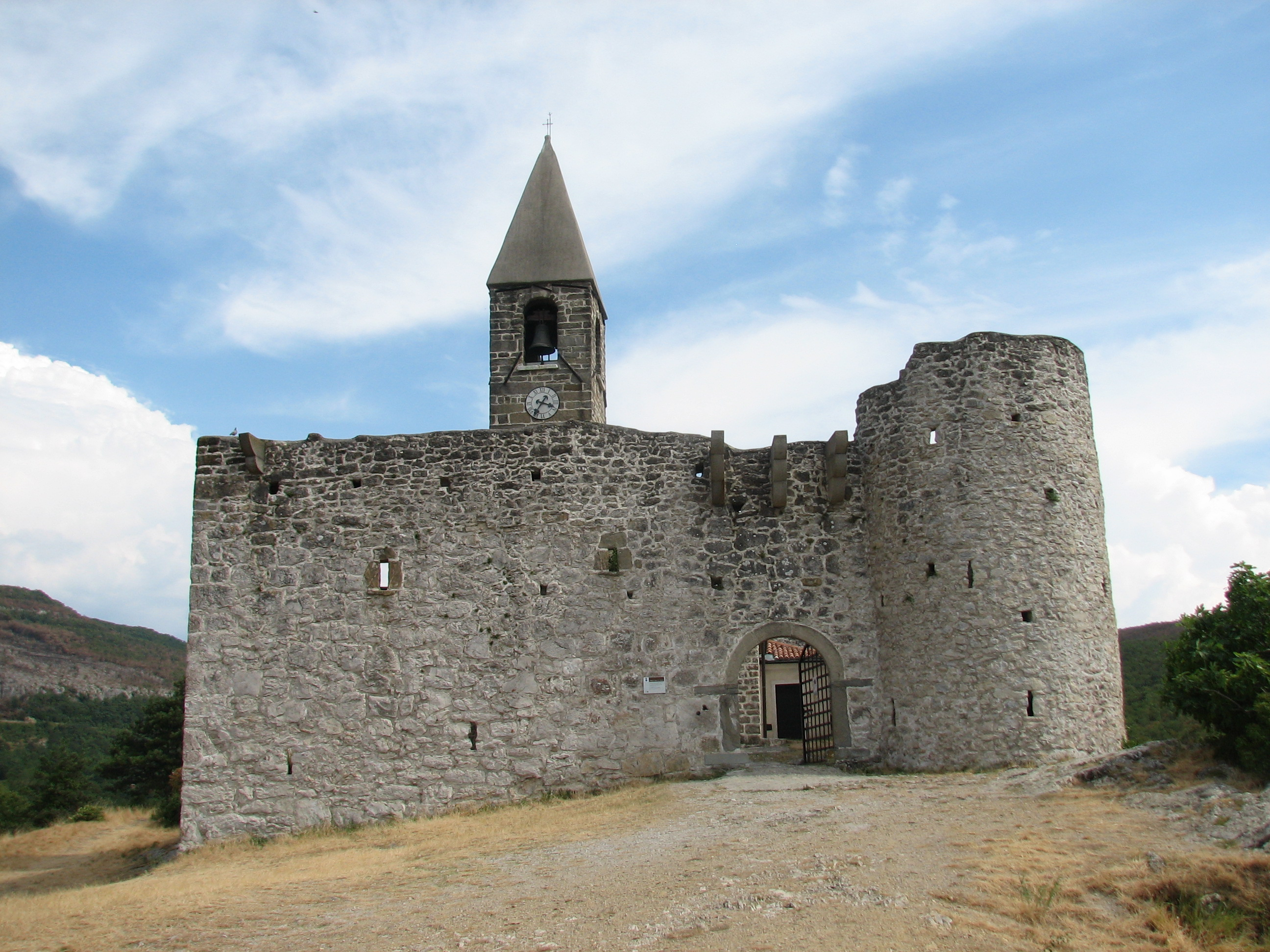
Chiesa SS. Trinità a Cristoglie.
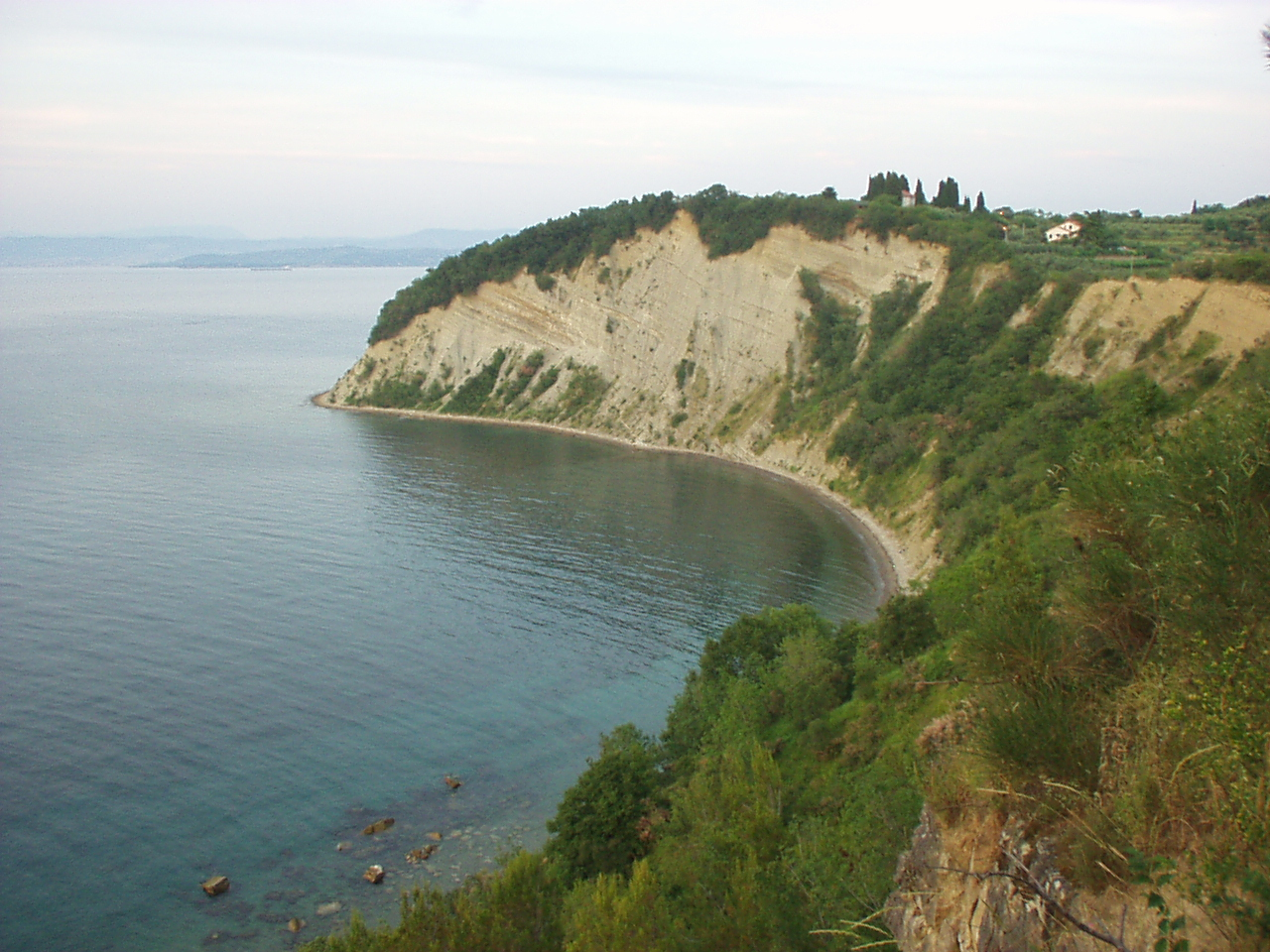
Falesia di Strugnano.
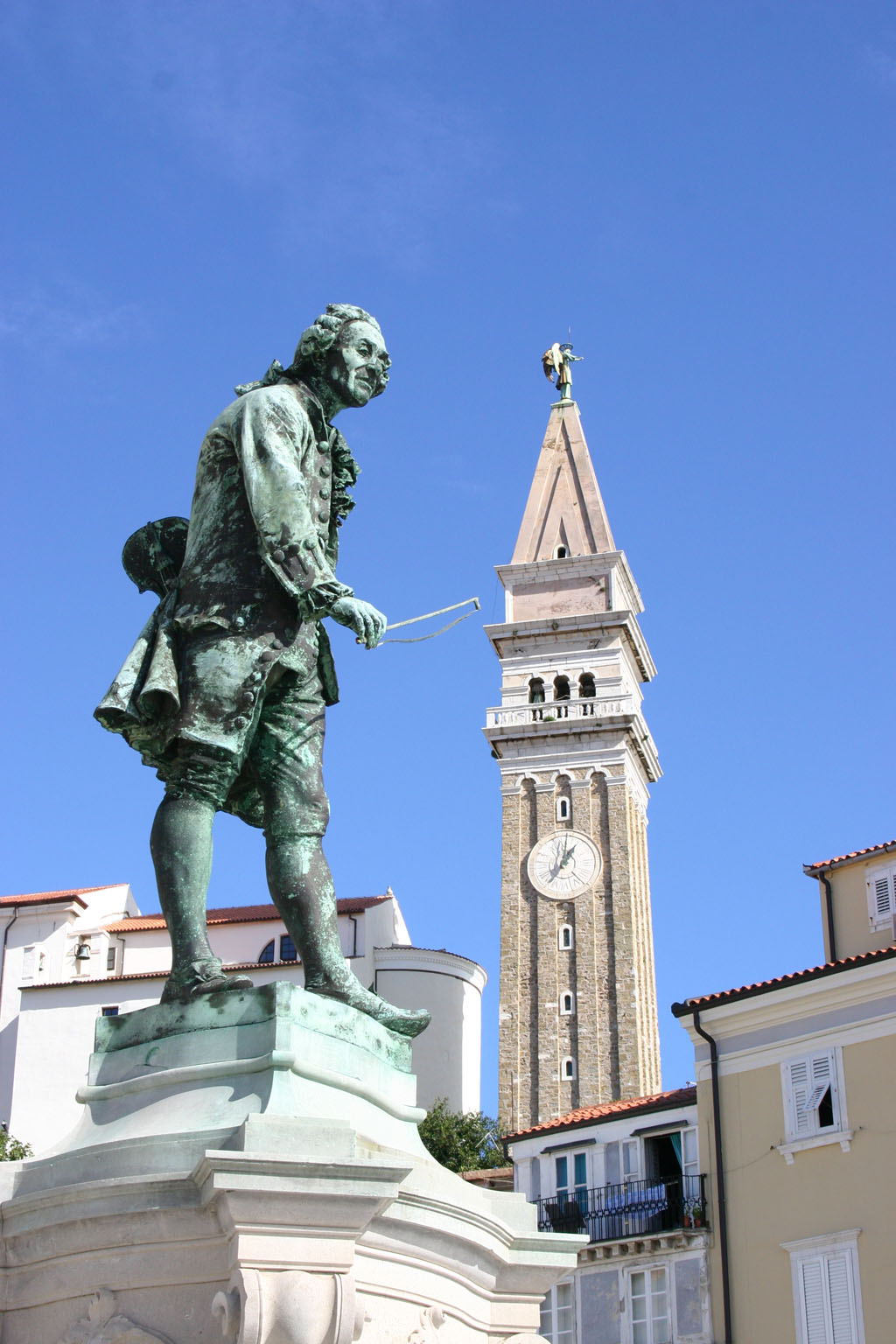
Statua di Tartini a Pirano.
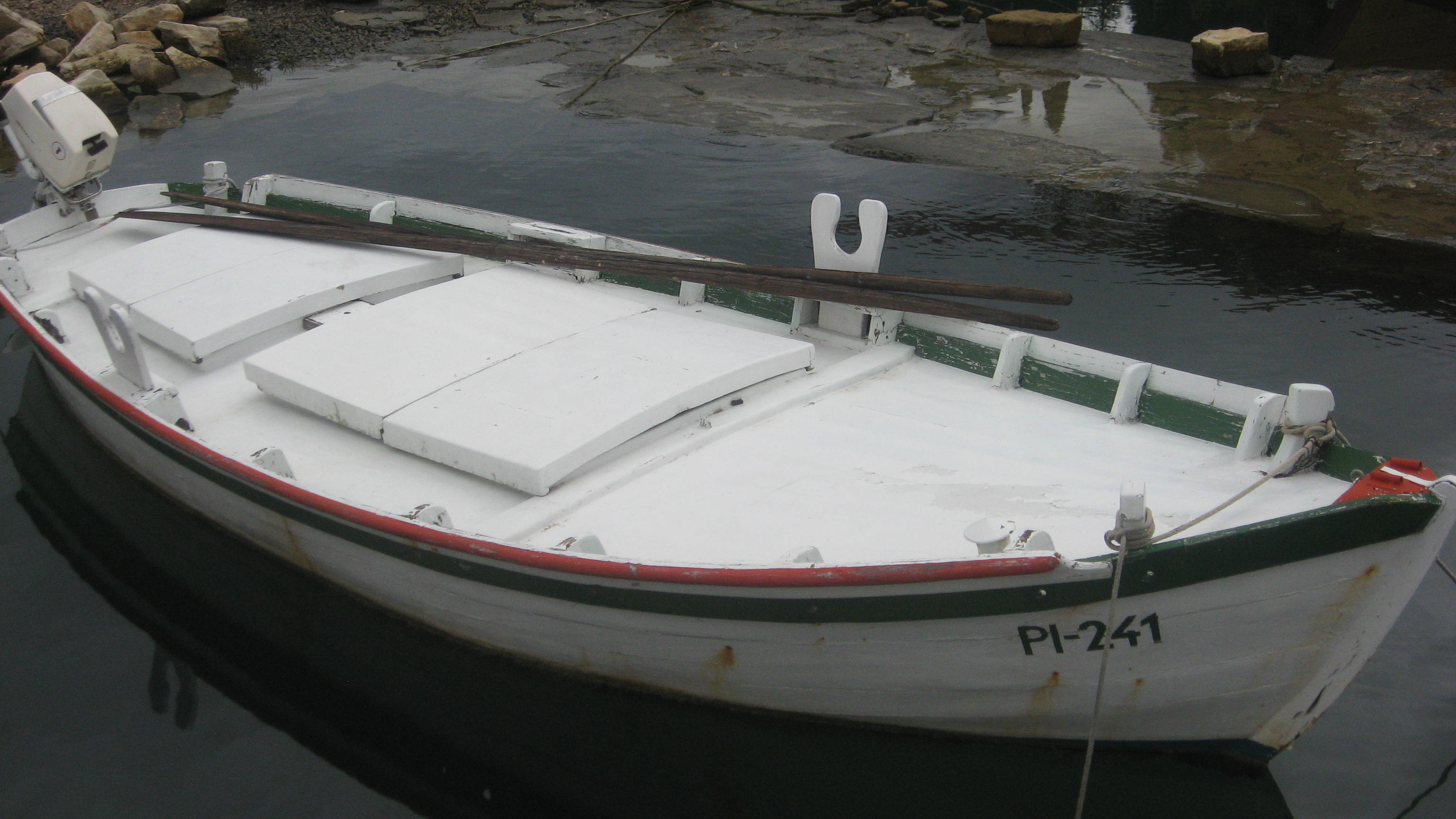
Imbarcazione nel porto di Pirano.
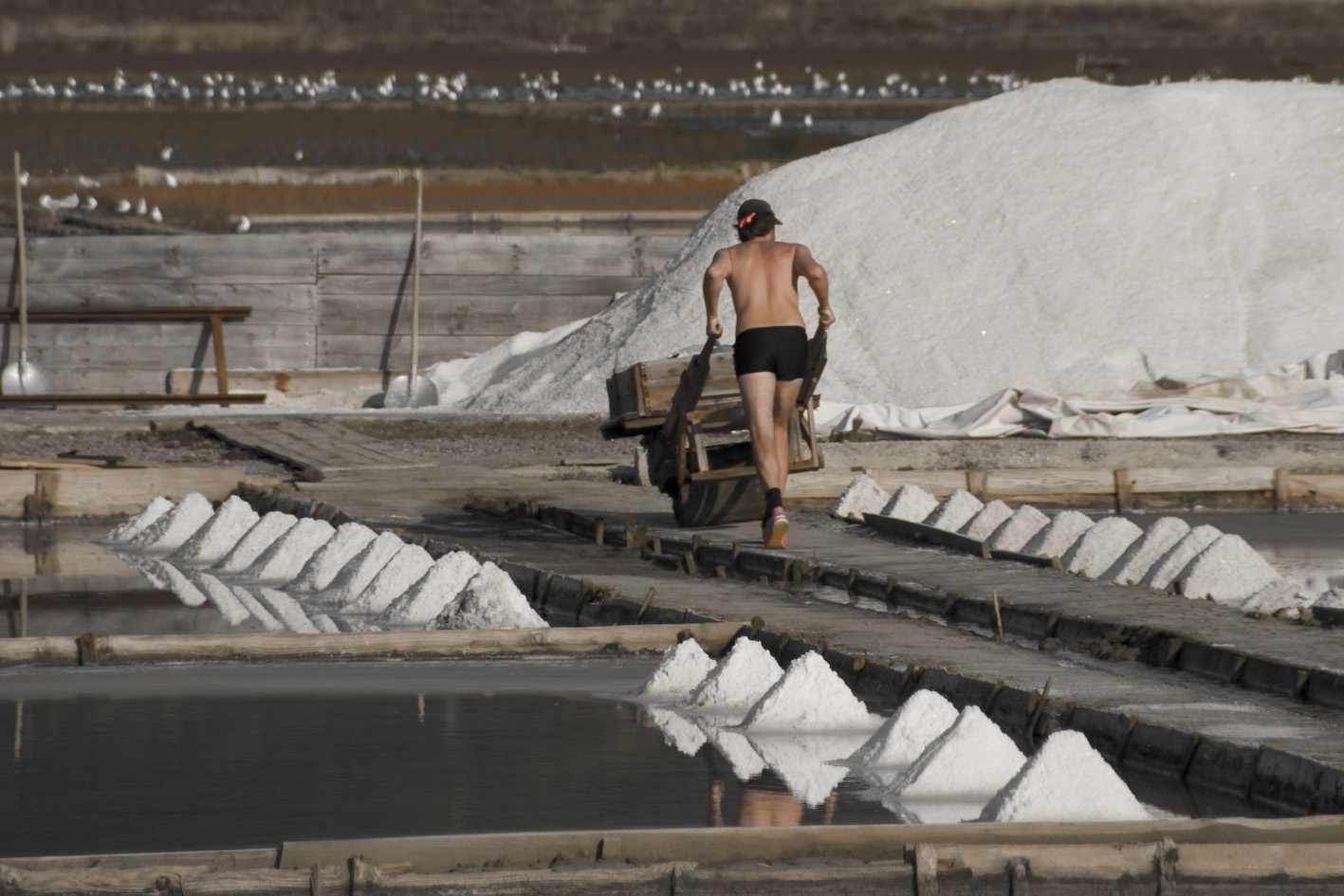
Saline nei pressi di Pirano.
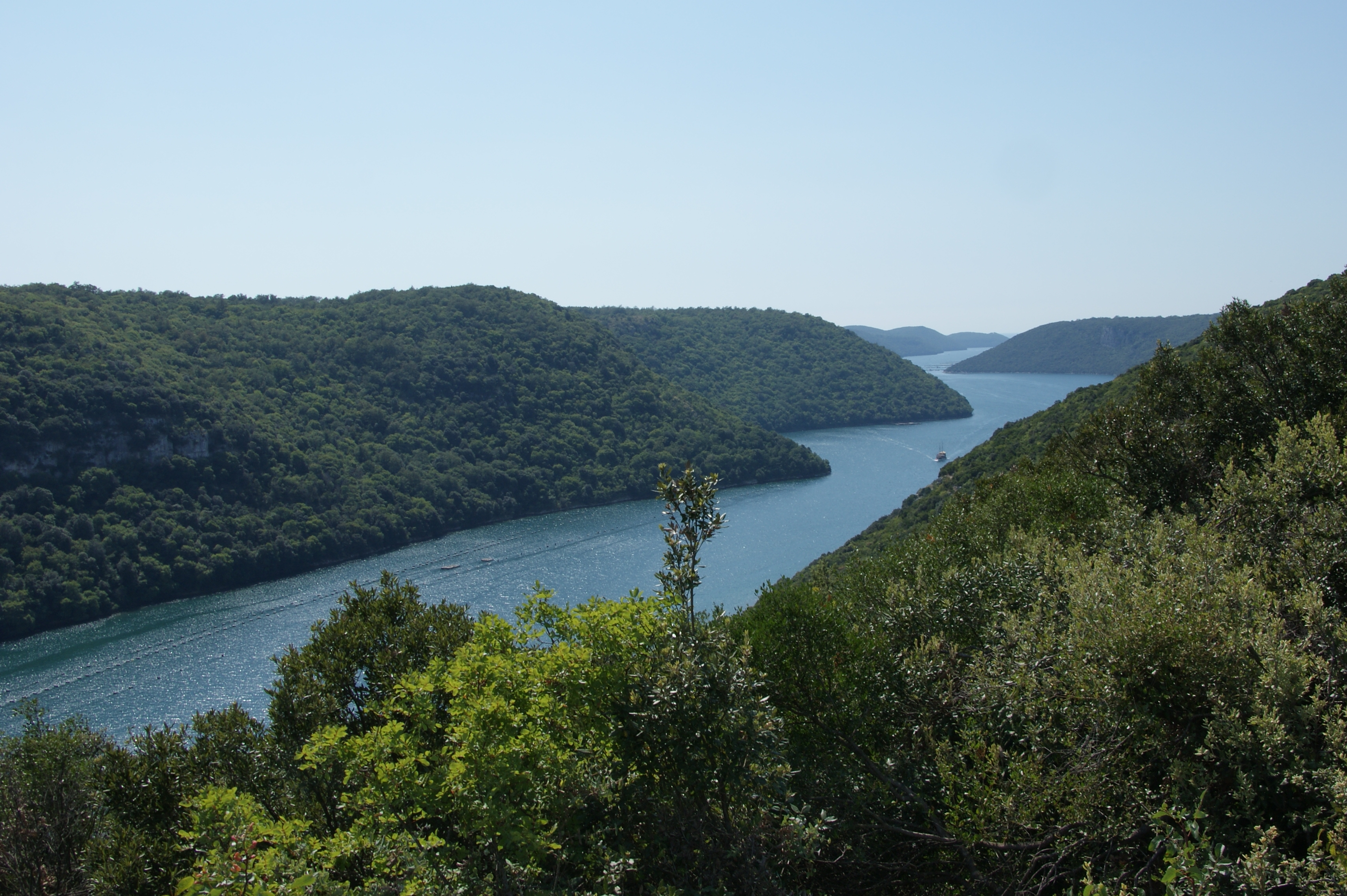
Canale di Leme.
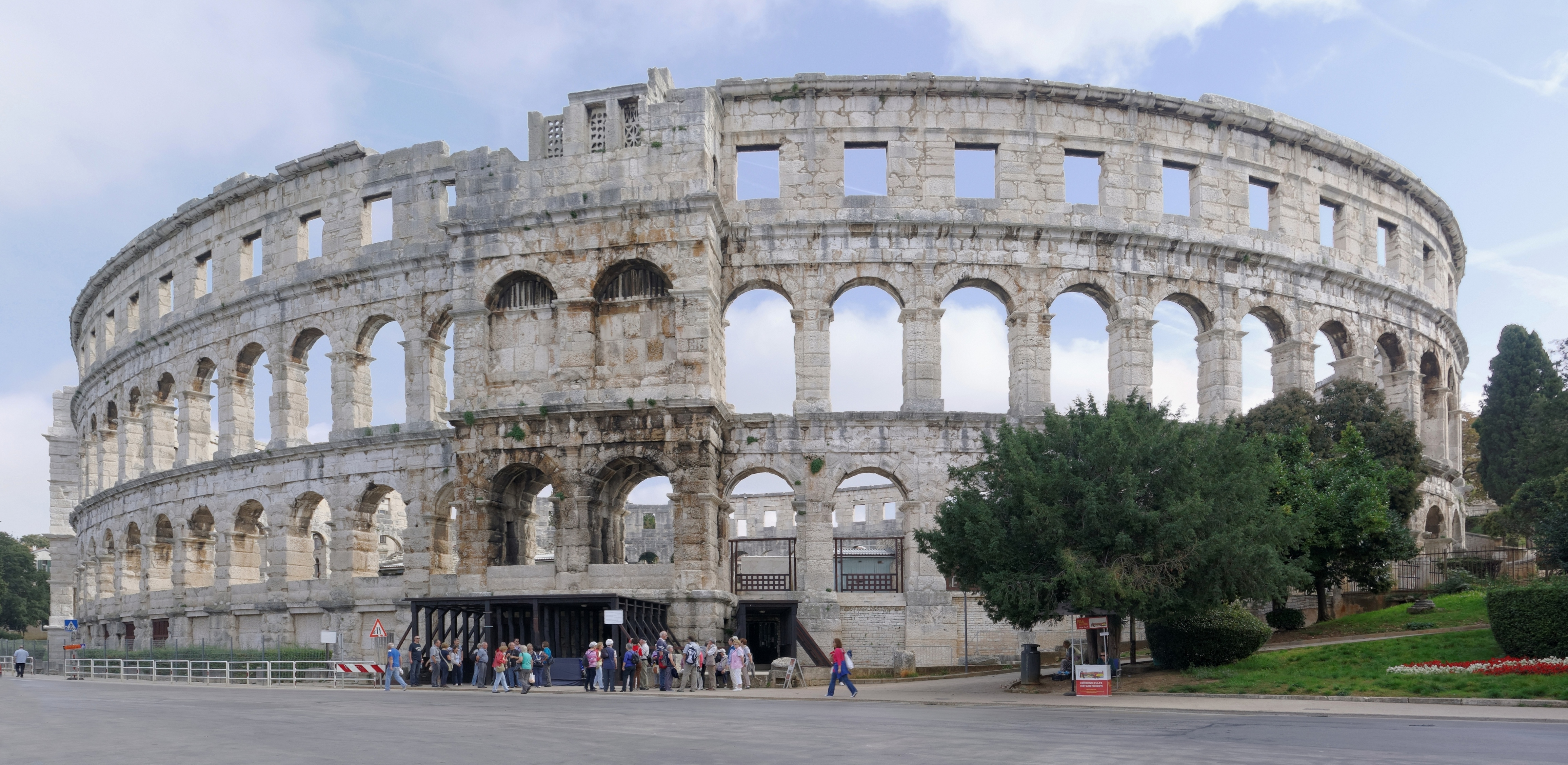
Anfiteatro di Pola.
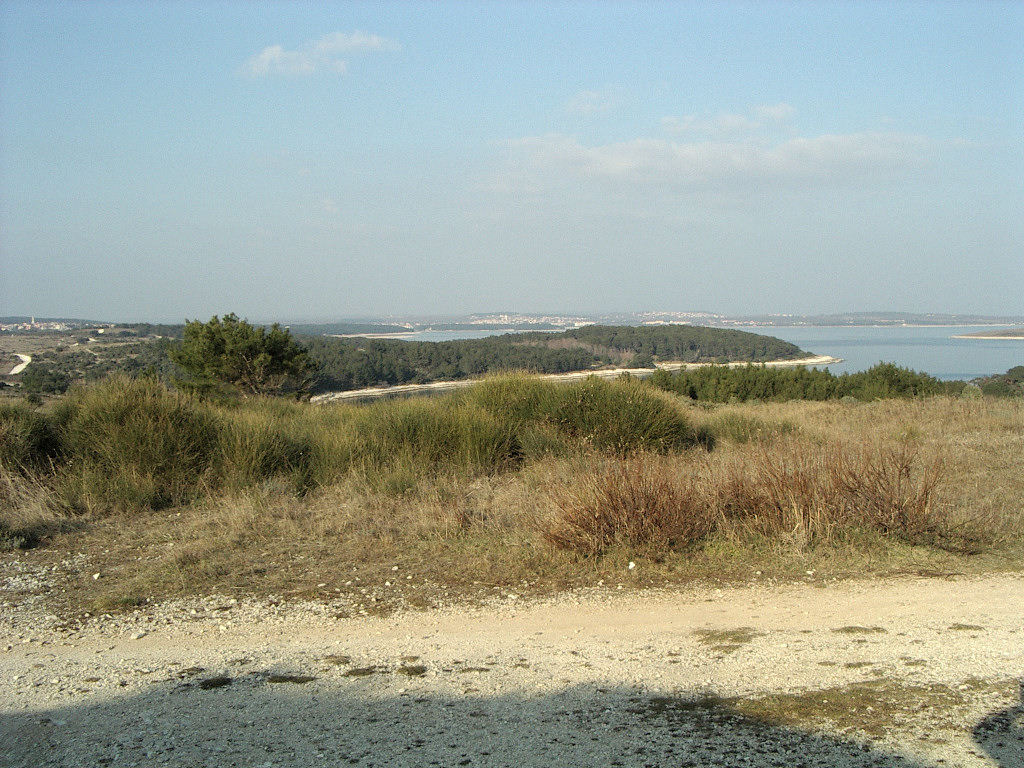
Capo Promontore.
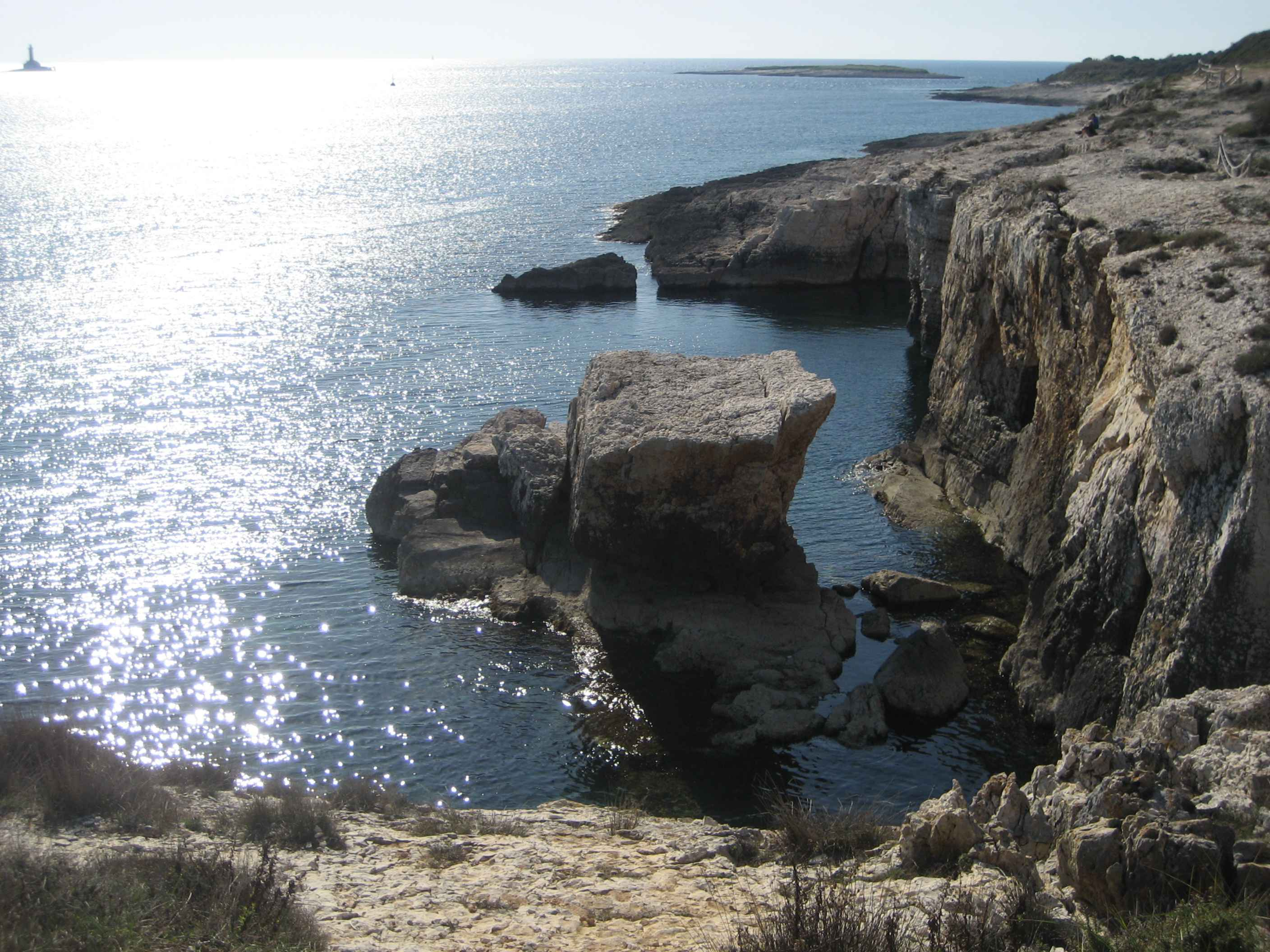
Capo Promontore.

## Etnie
La regione istriana è stata storicamente sede di popoli diversi. Nel periodo asburgico il Litorale austriaco includeva un'ampia popolazione di italiani, croati, sloveni ed in minor numero valacchi/istro-rumeni, serbi e montenegrini; le statistiche del tempo tuttavia non sono sovrapponibili alle categorie nazionali odierne.
Secondo i risultati del discusso censimento asburgico del 1910 (che includeva anche parti del Carso, della Liburnia, nonché alcune isole del Quarnaro), su 404 309 abitanti della regione istriana, 168 116 (41,6%) parlavano serbo-croato, 147 416 (36,5%) parlavano italiano, 55 365 (13,7%) parlavano sloveno, 13 279 (3,3%) parlavano tedesco, 2998 (0,7%) parlavano altre lingue; 17 135 (4,2%) erano gli stranieri (a cui non veniva chiesta la madrelingua).
Generalmente, gli italiani erano maggioritari sulla costa occidentale e in alcune località dell'entroterra, mentre sloveni e croati erano maggioritari in tutte le località dell'entroterra - salvo alcune eccezioni - e sulla costa orientale.
Secondo il censimento 2002, a sessant'anni dall'esodo giuliano dalmata, nei tre comuni dell'Istria slovena (Isola, Pirano, Capodistria) vi erano un totale di 56 482 sloveni, 6426 croati e 1840 italiani.
Secondo il censimento del 2011, nell'Istria croata, il 68,3% degli abitanti erano croati, 6,03% italiani, 3,46% serbi, 2,95% bosniaci, 1,15% albanesi, 1,96% non definiti. Coloro che si definivano solamente "istriani" erano il 12,11%. A questi si aggiungano gli istriani dei due comuni rimasti sotto la sovranità italiana - Muggia e San Dorligo - che secondo l'unica rilevazione etnica ufficiale disponibile (1970) risultano essere 8671 italiani, 7497 sloveni, 5 croati, 42 tedeschi e 623 di altre etnie o stranieri.

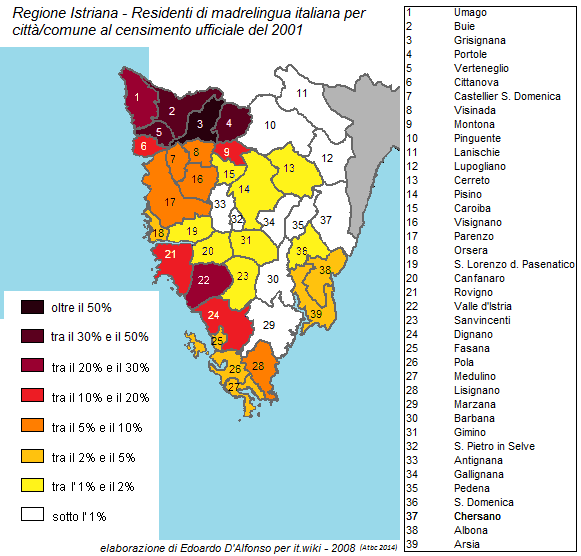
Distribuzione per comuni degli italiani madrelingua nella Regione Istriana croata nel 2001

Come accade in molte regioni di confine, i concetti di etnia e di nazionalità mostrano i loro limiti anche quando vengono applicati alla regione giuliana (comprendente Trieste, Gorizia, Istria e Fiume).
Spesso si usano i termini italiano, croato, sloveno ed istrorumeno per descrivere l'appartenenza etnica degli istriani. Nella realtà questi aggettivi sono molto sfumati e sono spesso solo dei sentimenti di appartenenza, che possono esistere anche in assenza degli attributi linguistici, culturali e storici.
Talvolta sono il risultato di una scelta personale: per fare un esempio il celebre irredentista triestino Guglielmo Oberdan era di famiglia mista italo-slovena e si chiamava Oberdank, mentre l'altrettanto noto scrittore-patriota Scipio Slataper, volontario nell'esercito italiano durante la prima guerra mondiale, era, in parte, di origine boema. Si riscontrano molti casi di famiglie che si sono divise in rami italiani e slavi (anche a livello di fratelli e cugini) a seconda delle vicende personali.
Nel contesto istriano, il termine italiano può riguardare sia un discendente di quegli italiani trasferitisi durante la sovranità italiana, sia un autoctono di lingua veneta o di lingua istriota. In quest'ultimo gruppo a volte potevano essere inclusi anche i discendenti delle popolazioni slave residenti nelle zone rurali che adottarono la lingua e la cultura della borghesia italiana, quando, dalla campagna, si trasferirono nelle città a maggioranza italiana.
Discorsi analoghi possono essere fatti per gli slavi, le cui origini sono ancora più variegate. Ignorando questa situazione, le diverse potenze nazionali hanno sempre censito gli istriani solo in base alla parlata. Andando incontro alla vera natura dell'Istria, molti istriani tendono oggi a considerarsi semplicemente istriani, senza nessun altro ulteriore sentimento nazionale.
Nell'intero territorio istriano è oggi presente un notevole movimento particolarista e autonomista che si è espresso in vari modi, ma ha avuto una configurazione politica soltanto nell'Istria croata, dove il partito regionalista della Dieta Democratica Istriana ha conquistato l'egemonia nella politica locale.

## Lingue e dialetti
Oltre all'italiano (che oggigiorno gode di una certa tutela sia nell'Istria slovena che in parte di quella croata), in Istria vengono utilizzati anche tre ulteriori distinti idiomi autoctoni di origine romanza: l'istroveneto, l’istrioto e l’istrorumeno.
L'istroveneto è considerato un dialetto, o una varietà, della Lingua veneta.
L'istrioto è un'evoluzione autonoma del latino volgare con forti influenze venete e, in minor misura, dalmate e slave.
Entrambe le parlate si iniziarono con ogni probabilità a formare ancor prima della dominazione veneziana. Romanzo è anche l'istrorumeno utilizzato da un esiguo numero di Istriani. Tra gli istriani croati è prevalentemente usato il dialetto ciacavo e in minor misura lo stocavo e il caicavo.
Tra gli istriani sloveni prevale il dialetto istriano, seguito da quello litoraneo. Va inoltre evidenziato che le parlate delle città costiere (Capodistria, Isola, Pirano, Ancarano) sono completamente differenti dai dialetti rurali, in quanto sviluppate nel secondo dopoguerra con la fusione di vari dialetti portati dagli immigrati che sostituirono l'originaria popolazione italiana.
Buona parte della popolazione dell'Istria costiera è in grado di parlare italiano, o almeno capirlo, anche per l'influsso della TV e del turismo italiano.

## Informazioni generali
Seguono i dati provenienti dai censimenti italiani e croati del 2011 e del censimento sloveno del 2002 che si riferiscono all'Istria italiana, croata e slovena:

### Istria in territorio italiano

#### Comune di San Dorligo della Valle
- regione: Friuli-Venezia Giulia
- provincia: Provincia di Trieste

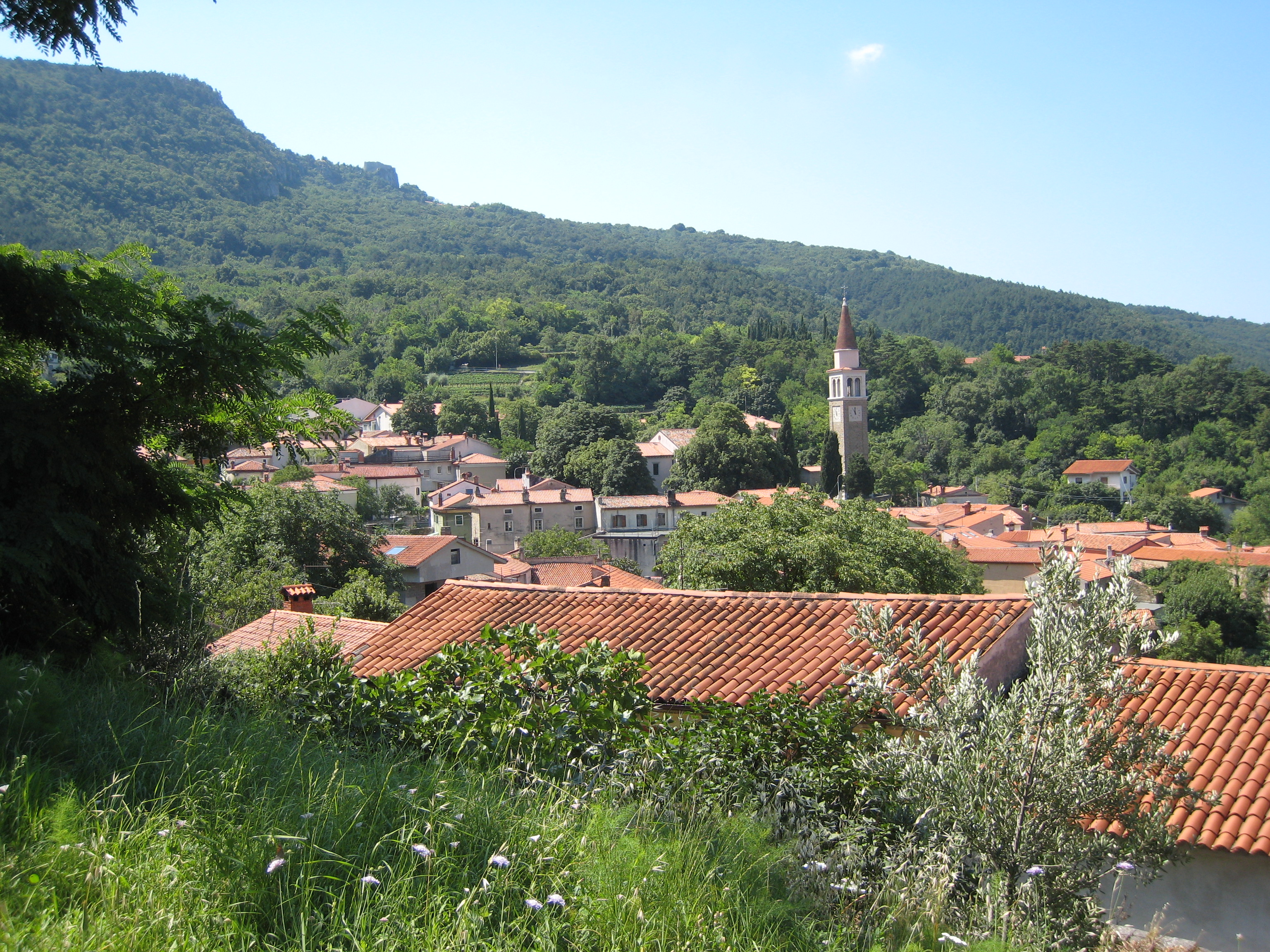
San Dorligo della Valle

- numero di abitanti: 6025 (Anagrafe Comunale 31/12/2004)
- lingua ufficiale: italiana (secondo lo statuto "nell'attività del Comune è garantita pari dignità sociale alla lingua slovena")
- gruppi linguistici d'appartenenza: 4009 sloveni (70,5%), 1659 italiani (29,2%), 15 altri (0,3%) (censimento 1971, popolazione 5683)
- valuta: Euro

#### Comune di Muggia
- regione: Friuli-Venezia Giulia
- provincia: Provincia di Trieste

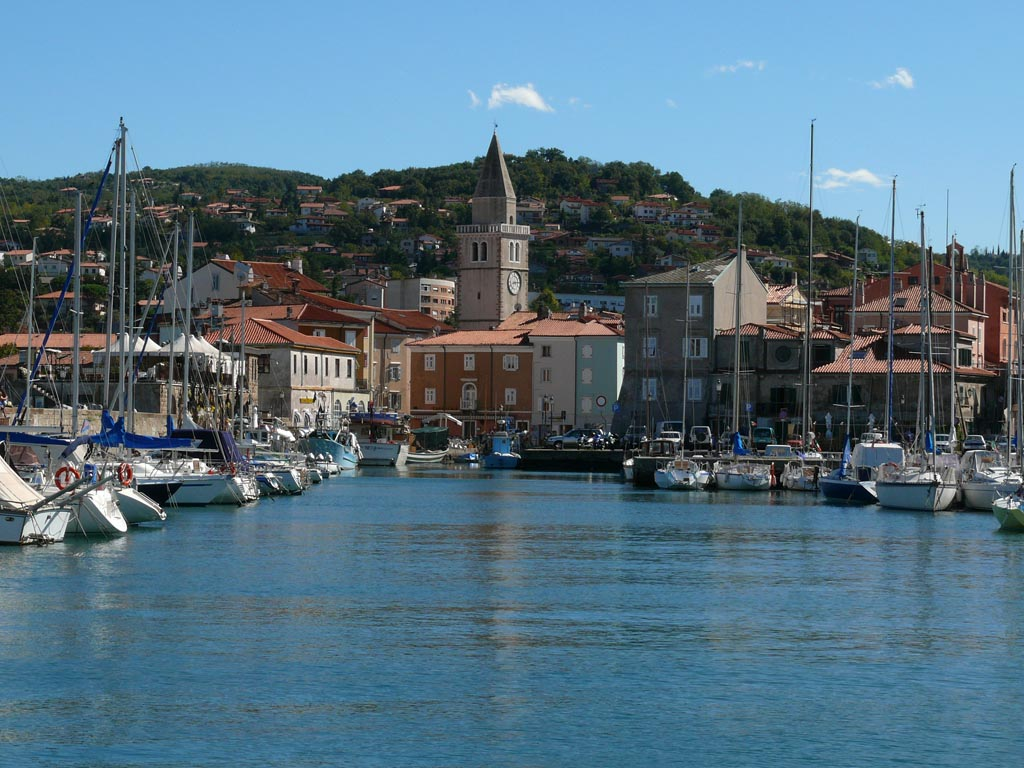
Porto di Muggia

- numero di abitanti: 13 208 (Anagrafe Comunale 31/12/2004)
- lingua ufficiale: italiana
- gruppi linguistici d'appartenenza: 12 424 italiani (94,8%), 623 sloveni (4,8%), 57 altri (0,4%) (censimento 1971, popolazione 13 104)
- valuta: Euro

### Istria in territorio sloveno

Area di utilizzo dei dialetti appartenenti al gruppo dialettale litoraneo nell'ambito dei principali gruppi dialettali sloveni (1 – Dialetto istriano)
- divisione amministrativa: comuni di Ancarano (Ankaran), Capodistria (Koper), Isola d'Istria (Izola) e Pirano (Piran)
- superficie: 384 km²
- numero di abitanti: 78 846 (censimento 2002)
- fiumi: Risano (Rižana), Ospo (Osapska reka)
- lingue ufficiali: slovena, italiana (in una parte delle zone costiere)
- lingue materne: 56 482 slovena (75,13%), 13 579 croata (18,08%), 2853 italiana (3,8%), 3669 sconosciuta (-)
- composizione etnica: sloveni (68,4%), croati (4,8%), serbi (3,4%), bosniaci (2,5%), italiani (2,3%), istriani (1,5%), albanesi (0,6%), altri (18%) (censimento 2002)
- valuta: dal 2007 è l'euro, in precedenza era il tallero sloveno (tolar)

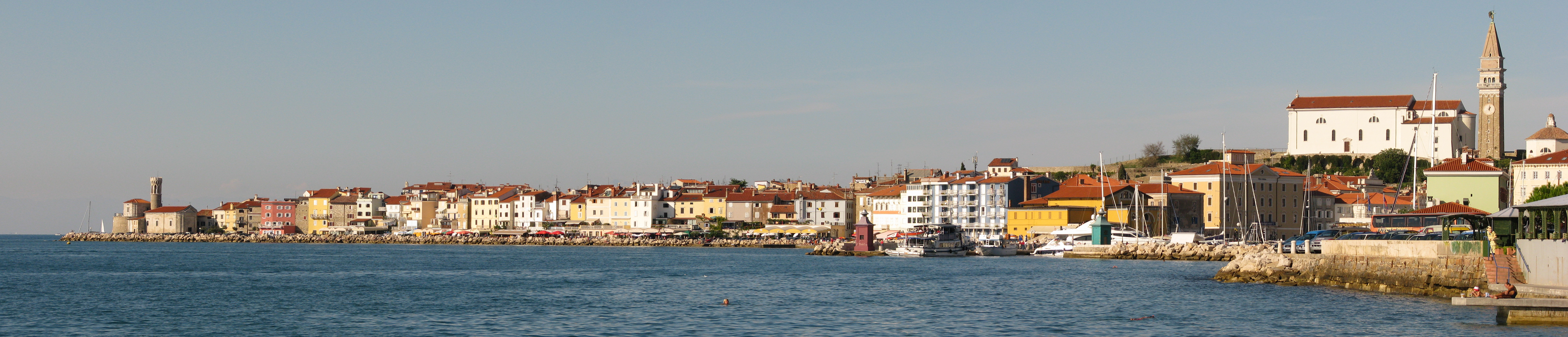
Pirano

### Istria in territorio croato

#### Regione Istriana
ciakavo settentrionale
     ciakavo meridionale
     ciakavo sud-occidentale

Diffusione delle principali varianti del dialetto ciakavo (croato) in Istria
ciakavo settentrionale
ciakavo meridionale
ciakavo sud-occidentale

- posizione: la Regione Istriana è la contea più ad ovest della Croazia.
- superficie: 2820 km²
- numero di abitanti: 206 344 (censimento 2001)
- fiumi: Dragogna, Quieto, e Arsa
- centro amministrativo: Pisino, 9 000 abitanti
- centro economico: Pola, 59 000 abitanti
- lingue ufficiali: croata, italiana
- lingue materne: 183 636 croata (89%), 15 867 italiana (7,71%), 1894 slovena (0,92%), 1877 albanese (0,91%), 655 sconosciuta (-) (censimento 2001)
- composizione etnica: 148 328 croati (71,88%), 14 284 italiani (6,92%), 6613 serbi (3,2%), 3077 bosniaci (1,49%); 8865 istriani (4,3%), 13 113 non dichiarati (6,35%) (censimento 2001)
- valuta: Euro dal 1º gennaio 2023.

#### Regione litoraneo-montana (parte istriana)
- divisione amministrativa: comuni di Abbazia, Laurana, Mattuglie, e Draga di Moschiena
- superficie: 310 km²
- numero di abitanti: 28 891 (censimento 2001)
- lingua ufficiale: croata
- lingue materne: 27 440 croata (95,29%), 554 slovena (1,93%), 278 italiana (0,97%), 125 sconosciuta (-) (censimento 2001)
- composizione etnica: 25 398 croati (88,33%), 657 serbi (2,28%), 556 sloveni (1,93%), 287 italiani (1%), 1032 non dichiarati (3,59%) (censimento 2001)
- valuta: Euro

### Esplicative
1. ↑  Strabone scrive: «Dopo il Timavo c'è il litorale degli Istrî fino a Pola, che appartiene all'Italia» e ancora: «Sono dunque i Veneti e gli Istrî che abitano la regione transpadana fino a Pola». Citazioni tratte da: Strabone, Geografia (ΓΕΩΓΡΑΦΙΚΑ), libro V, 1.9
2. ↑  Sotto il profilo demografico catastrofica fu l'epidemia del 1630 che decimò la popolazione istriana, (A Parenzo ad esempio, sopravvissero solo trenta residenti, mentre Capodistria perse circa i due terzi dei propri abitanti). Cfr. a tale proposito: Raoul Pupo, Il lungo esodo (pag. 15), Milano, Rizzoli, 2005, ISBN 88-17-00562-2
3. ↑  I censimenti della popolazione dell'Istria, con Fiume e Trieste, e di alcune città della Dalmazia tra il 1850 e il 1936 di Guerrino Perselli
4. ↑  I censimenti austriaci non facevano distinzione fra croato e serbo
5. ↑  Perciò nei comuni con amministrazione italiana (circa 70% dei comuni istriani vedi:Istria. Storia, cultura, arte di Dario Alberi, 2ª ed., Trieste 2001, p. 103), il numero degli Italiani poteva essere sopravvalutato, così come nei comuni con amministrazione slava (30% dei comuni istriani), lo poteva essere quello degli sloveni o dei croati (vedi: Irredentismo adriatico di Angelo Vivante, Firenze 1912, p. 158-164; Autour de Trieste di Carlo Schiffrer, 1946, p. 16-17)
6. ↑  Secondo lo storico sloveno Darko Darovec si giunse in Istria a una serie di vertenze legate alle manipolazioni politiche da parte italiana (cit. tratta da: Rassegna di storia istriana di Darko Darovec, Biblioteca Annales, Koper/Capodistria, 1993, versione online:  Copia archiviata, su razor.arnes.si. URL consultato il 19 giugno 2007 (archiviato dall'url originale il 28 maggio 2007).). Secondo un altro storico sloveno, Bogdan C. Novak, invece, gli scrittori italiani accusarono a loro volta le autorità austriache di aver favorito gli slavi nel censimento del 1910, servendosi di impiegati slavi per raccogliere i dati nelle zone rurali.

Soprattutto nell'Istria questi funzionari registrarono come croati molti italiani che avevano nomi slavi (...) gli scrittori italiani sostennero perciò che erano più vicini alla realtà i censimenti austriaci anteriori al 1910, dai quali risultava una più alta percentuale di italiani. I precedenti risultati furono difatti confermati dal censimento italiano del 1921, dal quale risultò un rapporto fra italiani e slavi corrispondente a quello delle precedenti statistiche austriache (cit. tratta da: Trieste, 1941-1954, la lotta politica, etnica e ideologica di Bogdan C. Novak, pag.22 Milano 1973, traduz. italiana da: Trieste, 1941-1954. The ethnic, political and ideological struggle, di Bogdan C. Novak, Chicago-London 1970). Al di fuori della regione istriana ci furono alcuni tentativi anche da parte italiana di alterazione di dati: il caso più noto fu quello di Trieste, punito con il massimo rigore dalle autorità austriache che fecero ripetere, sempre nel 1910, le rilevazioni censuali (ibid. pag.22).
7. ↑  Come si verificò poi alla conferenza per la pace dopo la seconda guerra mondiale, normalmente venivano prese in considerazione soltanto le statistiche austriache del 1910, che denunciarono una maggioranza slava, e il censimento italiano del 1921, che confermava le speranze degli italiani circa una loro superiorità numerica (cit. tratta da: Trieste, 1941-1954, la lotta politica, etnica e ideologica di Bogdan C. Novak, pag.21 Milano 1973, traduz. italiana da: Trieste, 1941-1954. The ethnic, political and ideological struggle, di Bogdan C. Novak, Chicago-London 1970). Secondo Jean-Baptiste Duroselle il confine jugoslavo tracciato nel 1947 era basato sui dati del censimento austriaco (vedi: Le conflit de Trieste 1943-1954 di Jean-Baptiste Duroselle, Bruxelles, 1966, pag.229). In realtà non venne tenuto conto neppure del censimento del 1910 perché come ebbe a rilevare lo storico istriano Diego De Castro (Il problema di Trieste, Genesi e sviluppi della questione giuliana in relazione agli avvenimenti internazionali, 1943-1952, Bologna, 1953) la Jugoslavia incorporò nel 1947 territori etnicamente italiani
8. ↑  Vjesnik istarskog arhiva, vol. 1 (32) n.(1991.) Ožujak 1991. Lj. Drndić: Historijat i značaj Odluka Okružnog NOO-a za Istru od 13. rujna 1943., p. 40 "Inoltre, nel Movimento Popolare di Liberazione in Istria, esistevano contemporaneamente due partiti comunisti: il PCI ed il PCJ, tra i quali si verificano spesso conflitti ideologici, ma esisteva anche in pratica una collaborazione fatta di tolleranza e di pazienza. I comunisti italiani, specie dopo le decisioni di Pisino, aderirono al PC della Croazia, come al tempo della dittatura fascista molti rivoluzionari Croati dell'Istria e di Fiume erano entrati nelle file del PCI. In Istria, inoltre, era avvenuto un fenomeno del tutto originale: il PCJ, rispettivamente il PCC aveva condotto un'insurrezione antifascista delle più ampie dimensioni sulla scia delle tradizioni rivoluzionarie di un altro partito comunista, il PCI, e delle tradizioni del patriottismo («narodnjaštvo»)."
9. ↑  "U ovim odlučnim časovima naš narod pokazao je visoku nacionalnu svijest. Dokazao je svima i svakome da je Istra hrvatska zemlja i da će hrvatska ostati" "Istra se priključuje matici zemlji i proglašuje ujedinjenje s ostalom našom hrvatskom braćom." La parola "Iugoslavia" non si trova nelle Decisioni. Labin Zanimljivosti - Pazinske odluke (25.9.2009.)
10. ↑  el proclama di annessione del Litorale Sloveno viene dichiarato l'intento “... di includere il Litorale Sloveno nella indipendente ed unita Slovenia facente parte di una Jugoslavia democratica...”
11. ↑   Gheorghe Gheorghiu-Dej, Il partito comunista jugoslavo nelle mani di assassini e spie (PDF), in l'Unità, Roma, 9 dicembre 1949,  p. 3. URL consultato il 9 luglio 2019.. Le espressioni fortemente sprezzanti contro Tito e i suoi furono una costante nella stampa comunista dell'epoca. A titolo di esempio si veda l'articolo  Davide Lajolo, Terrore e assassinio strumenti dell'OZNA (PDF), in l'Unità, Roma, 24 gennaio 1950,  p. 4. URL consultato il 9 luglio 2019., nel quale si afferma che il regime di Tito è un "nazionalismo sciovinista", che invia ogni giorno le sue "spie" nel Territorio Libero di Trieste a terrorizzare o a far sparire i comunisti triestini.
12. ↑  Intervista rilasciata da Raoul Pupo al Giornale di Brescia il 9 febbraio 2006. Intervistatore: "Scusi, ma cosa c'è da scoprire ancora? Non fu Milovan Gilas, uno dei più stretti collaboratori di Tito, ad ammettere pubblicamente, nel 1991, che lui ed Edvard Kardelj furono espressamente inviati nel 1946 in Istria, per costringere "con ogni mezzo" gli italiani ad andarsene?" Pupo: "Lei si stupirà, ma è saltato fuori di recente che quella fu una grossa "bufala" sparata da Gilas, che non aveva perso neppure da dissidente la sua nota propensione a raccontare bugie. Una ricercatrice di Lubiana ha appurato, senza ombra di dubbio, che in quell'anno Gilas non mise mai piede in Istria." Intervistatore: "E Kardelj cosa fece?" Pupo: "Lui effettivamente ci andò, ma per convincere la gente a restare. Tito voleva dimostrare agli alleati, impegnati nella definizione dei nuovi confini post-bellici, la volontà "annessionista" degli italiani e quindi diede istruzioni affinché fossero invogliati a legarsi al regime e non a espatriare."
13. ↑  «Con l'esodo, che doveva essere il più massiccio possibile, si posero le premesse perché la questione dei confini rimanesse comunque aperta anche negli anni a venire. La presenza in Italia di una massiccia e compatta comunità di profughi assicurava infatti una base di massa per continuare l'agitazione per la revisione dei confini. E fu proprio questo il fine primario dell'attività del CLN di Pola». Si veda Sandi Volk, Esuli a Trieste (op. cit.)
14. ↑  di questi il 70% era rappresentato da abitanti autoctoni, mentre il restante 30% era rappresentato da italiani immigrati da altre regioni d'Italia dopo la prima guerra mondiale in seguito dell'assegnazione al Regno d'Italia di quelle terre, precedentemente appartenenti all'impero austro-ungarico (Sandi Volk, Esuli a Trieste - op. cit.)
15. ↑  Secondo i dati di una commissione presieduta da Amedeo Colella e pubblicati nel 1958 si può ragionevolmente stimare il numero degli esuli fra i 250 000 e i 270 000
16. ↑  il numero degli italiani è sicuramente superiore, poiché le definizioni di appartenenza ad un gruppo etnico, linguistico o nazionale usate nei censimenti spesso non coincide con il sentimento di appartenenza dei singoli, che non identificandosi in una delle categorie proposte, optano per non dichiarare tale sentimento

### Bibliografiche
1. 1 2 3 4 5 6  Dizionario Enciclopedico Italiano (Vol. VI, pag. 407), Roma, Ed. Istituto dell'Enciclopedia Italiana, fondata da Giovanni Treccani, 1970.
2. ↑   CLIMATE PULA – Weather, su tutiempo.net. URL consultato il 5 marzo 2019.
3. ↑   EuroWEATHER – Maximum temperature, Pula/Pola, Croatia – Climate averages, su eurometeo.com. URL consultato il 5 marzo 2019.
4. ↑  Boris Gobmač, Atlante storico dell'Adriatico orientale (op. cit.)
5. ↑  Antonio Ive, I dialetti ladino-veneti dell'Istria
6. ↑  Raoul Pupo, Il lungo esodo (pag. 15), Milano, Rizzoli, 2005, ISBN 88-17-00562-2
7. ↑  Die Protokolle des Österreichischen Ministerrates 1848/1867. V Abteilung: Die Ministerien Rainer und Mensdorff. VI Abteilung: Das Ministerium Belcredi, Wien, Österreichischer Bundesverlag für Unterricht, Wissenschaft und Kunst 1971.
8. ↑  (DE) Jürgen Baurmann, Hartmut Gunther e Ulrich Knoop, Homo scribens : Perspektiven der Schriftlichkeitsforschung, Tübingen, 1993,  p. 279, ISBN 3484311347.
9. ↑  Olinto Mileta Mattiuz, Ipotesi sulla composizione etnica in lstria, Fiume e Zara, 2002, pp. 17
10. ↑  ISTRIEN in: Gemeindelexikon, der im Reichsrate Vertretenen Königreiche und Länder. . Herausgegeben von der K.K. Statistischen Zentralkommission. VII. Österreichisch-Illyrisches Küstenland (Triest, Görz und Gradiska, Istrien). Wien 1910 Archiviato il 23 marzo 2016 in Internet Archive.
11. ↑  Guerrino Perselli, I censimenti della popolazione dell'Istria, con Fiume e Trieste, e di alcune città della Dalmazia tra il 1850 e il 1936, Trieste-Rovigno, Unione Italiana-Università Popolare di Trieste, 1993, p. 469
12. ↑   Copia archiviata (PDF), su crsrv.org. URL consultato il 2 dicembre 2021 (archiviato dall'url originale il 2 dicembre 2021).
13. ↑  Pavel Strajn, La comunità sommersa – Gli Sloveni in Italia dalla A alla Ž, Editoriale Stampa Triestina, Trieste, 1992.
14. ↑  Boris Gombač, Atlante storico dell'Adriatico orientale (op.cit.)
15. ↑  Paolo Parovel, L'identità cancellata, Eugenio Parovel Editore, Trieste, 1986
16. ↑  Paolo Parovel, L'identità cancellata, Eugenio Parovel Editore, Trieste 1985
17. ↑  Pazinske odluke Istarska enciklopedija, LZMK
18. ↑   Si parla di foibe e di pulizia etnica, ma il Giorno del Ricordo agisce su un lutto non elaborato su cui si è inserito un uso prepotentemente politico, conversazione con Raoul Pupo, su ildolomiti.it, 8 febbraio 2020. URL consultato il 3 luglio 2020.
19. ↑   Panoram Italia - Blog - L'Istria, le foibe e 300.000 esuli, su panoramitalia.com. URL consultato il 15 luglio 2019 (archiviato dall'url originale il 27 gennaio 2016).
20. ↑   GIORNO DEL RICORDO: 5000 Italiani nelle foibe e 350 000 esuli, su dovatu.it. URL consultato il 19 luglio 2019 (archiviato dall'url originale il 27 settembre 2020).
21. ↑   Tragedia delle foibe Marmo: «Questo è l'elenco delle vittime pugliesi», su lagazzettadelmezzogiorno.it. URL consultato il 19 luglio 2019 (archiviato dall'url originale il 24 ottobre 2014).
22. ↑   R.J.Rummel, Statistics of Democide. Genocide and Mass Murder Since 1900, Charlottesville, Virginia: Center for National Security Law, School of Law, University of Virginia, 1997, su hawaii.edu. URL consultato il 19 luglio 2019., Cap. 9: Statistics Of Yugoslavia's Democide. Estimates, Calculations, and Sources, vedasi la  tabella 9.1 (GIF), su hawaii.edu. URL consultato il 19 luglio 2019.
23. ↑  Cit. da Maurizio Zuccari, Il PCI e la "scomunica" del '48. Una questione di principio in: Francesca Gori e Silvio Pons (a cura di), Dagli archivi di Mosca. L'URSS, il Cominform e il PCI, 1943-1951, Roma, 1998, p. 242-244. Rif. tratto da: Roberto Finzi, Claudio Magris e Giovanni Miccoli (a cura di), Il Friuli-Venezia Giulia, della serie Storia d'Italia, le Regioni dall'unità ad oggi Vol. I (capitolo: Dalla crisi del dopoguerra alla stabilizzazione politica e istituzionale di Giampaolo Valdevit), Torino, Giulio Einaudi Ed., 2002, p. 632
24. ↑   Indro Montanelli, Le difficili scelte di Milovan Gilas, in Corriere della Sera, 20 dicembre 2000, p. 41, su archiviostorico.corriere.it. URL consultato il 19 luglio 2019.
25. ↑  Intervista di Alvaro Ranzoni a Milovan Đilas dal titolo Se interviene anche l'Islam, in Panorama (Mondadori), 21 luglio 1991
26. ↑  Raoul Pupo, Il lungo esodo. Istria: le persecuzioni, le foibe, l'esodo, Rizzoli, Milano 2005
27. ↑  F. Radin, G. Radossi (cur.), La comunità rimasta, Garmond, Pola-Rovigno-Fiume-Trieste, 2001, p. 11
28. ↑   Croazia: nel 2015 domanda per entrare in Schengen, su ansa.it, Ansa, 27 settembre 2013. URL consultato il 29 dicembre 2013.
29. ↑  Si vedano i dati in  K.K. statistischen Zentralkommission, Spezialortsrepertorium der österreichischen Länder. Bearbeitet auf Grund der Ergebnisse der Volkszählung vom 31. Dezember 1910 (PDF), VII. Österreichisch-Illyrisches Küstenland, Vienna, Verlag der K.K. Hof-und Staatsdrückerei, 1918,  p. 66. URL consultato il 27 dicembre 2018 (archiviato dall'url originale il 23 marzo 2016).
30. ↑   Statistical Office of the Republic of Slovenia, Population Census 2002 results, su stat.si. URL consultato il 19 luglio 2019 (archiviato dall'url originale il 27 maggio 2009).
31. ↑   Population by Ethnicity, by Towns/Municipalities, 2011 Census: County of Istria, su dzs.hr. URL consultato il 19 luglio 2019.
32. ↑   La popolazione legale del 15º censimento della popolazione, su istat.it. URL consultato il 15 luglio 2019.
33. ↑   Censimento Croazia 2011, su dzs.hr. URL consultato il 15 luglio 2019.
34. ↑   Population Census 2002 results, su stat.si. URL consultato il 15 luglio 2019.